# Médoc
Pour l’article homonyme, voir Médoc (homonymie).
Le Médoc (en gascon Medòc [meˈðɔk] ou Medoc [meˈðuk]) est une région naturelle française située dans le département de la Gironde en région Nouvelle-Aquitaine. 
Cette région est délimitée par l'océan Atlantique à l'ouest, la Gironde à l'est, la pointe de Grave au nord, la forêt des Landes et les marais de Bruges au sud.
On y distingue trois parties : le Bas-Médoc, le Haut-Médoc et les Landes, et deux terroirs, le célèbre vignoble du Médoc le long de l'estuaire, et les Landes du Médoc vers l'océan. Sa capitale est Lesparre-Médoc, siège d'une importante seigneurie (sirie ou sirerie de Lesparre) sous l'Ancien Régime, d'une sous-préfecture de nos jours. Du fait de sa situation au cœur du vignoble, Pauillac est un centre économique important. Le littoral est parsemé de petites stations balnéaires :  Soulac, Montalivet, Carcans, Hourtin ou encore Lacanau. Depuis 2019, la plus grande partie du territoire a été constituée en parc naturel régional : le parc naturel régional du Médoc.
Les habitants du Médoc étaient traditionnellement appelés Médoquins et Médoquines (en gascon Medoquin(a)/Médouquî(ne)), mais la graphie « Médocain » s'est généralisée par homophonie, du fait d'une désaffection du terme féminin. Certains érudits utilisent le terme Médulien (-ienne) en référence au peuple antique.

## Étymologie
Le nom « Médoc » provient de l'évolution naturelle de l'adjectif latin medulicus formé sur le nom du peuple local, les Meduli (Médules), dont le nom serait d'origine hydronymique.
D'autres hypothèses avaient été avancées, faisant de « Médoc » un dérivé des expressions :
- Meduli litus[4] dont le sens serait « littoral du Médule » ;
- In medio aquæ, signifiant « au milieu des eaux »[5].

Mais ces deux dernières étymologies n'expliquent pas de façon satisfaisante l'évolution phonétique vers le mot Médoc.

## Géographie
Occupant un grand tiers nord-ouest du département de la Gironde, le Médoc est avant tout connu pour ses vignobles à la réputation internationale. Il présente cependant une grande diversité de paysages, depuis les marais du Bas-Médoc jusqu'aux grandes plages rectilignes battues par l'océan, en passant par la pointe de Grave, cap où se croisent les eaux de l'Atlantique et de la Gironde, la forêt des Landes et ses étendues de pins maritimes à perte de vue, le chapelet d'étangs (Hourtin/Carcans, Lacanau) qui se succède du nord au sud ou encore les îles de Gironde (île Verte, île Nouvelle, île Paté…) qui forment un trait d'union verdoyant entre les deux rives de l'estuaire.
Le Médoc est traversé par le 45e parallèle à hauteur de Lacanau.
Sa limite inférieure, assez arbitraire à l’ouest, passe par Le Porge qui constituait autrefois l’entrée en pays de Buch puis suit la Jalle de Blanquefort de Saint-Médard à la Gironde. Elle traverse donc les marais de Bruges, au cœur de l'agglomération bordelaise.

### Le Haut-Médoc
Bordant l'estuaire de la Gironde, le Médoc viticole correspond principalement au Haut-Médoc. Il prolonge le Bas-Médoc (au nord) et le Bordelais (au sud). Les vignes, omniprésentes, plongent leurs racines dans des sols en apparence ingrats et caillouteux (les Graves), qui donnent pourtant quelques-uns des vins les plus réputés du monde. Ceux-ci sont issus de plusieurs cépages : cabernet sauvignon et cabernet franc (cépages de base), associés au merlot, au malbec et au petit verdot.

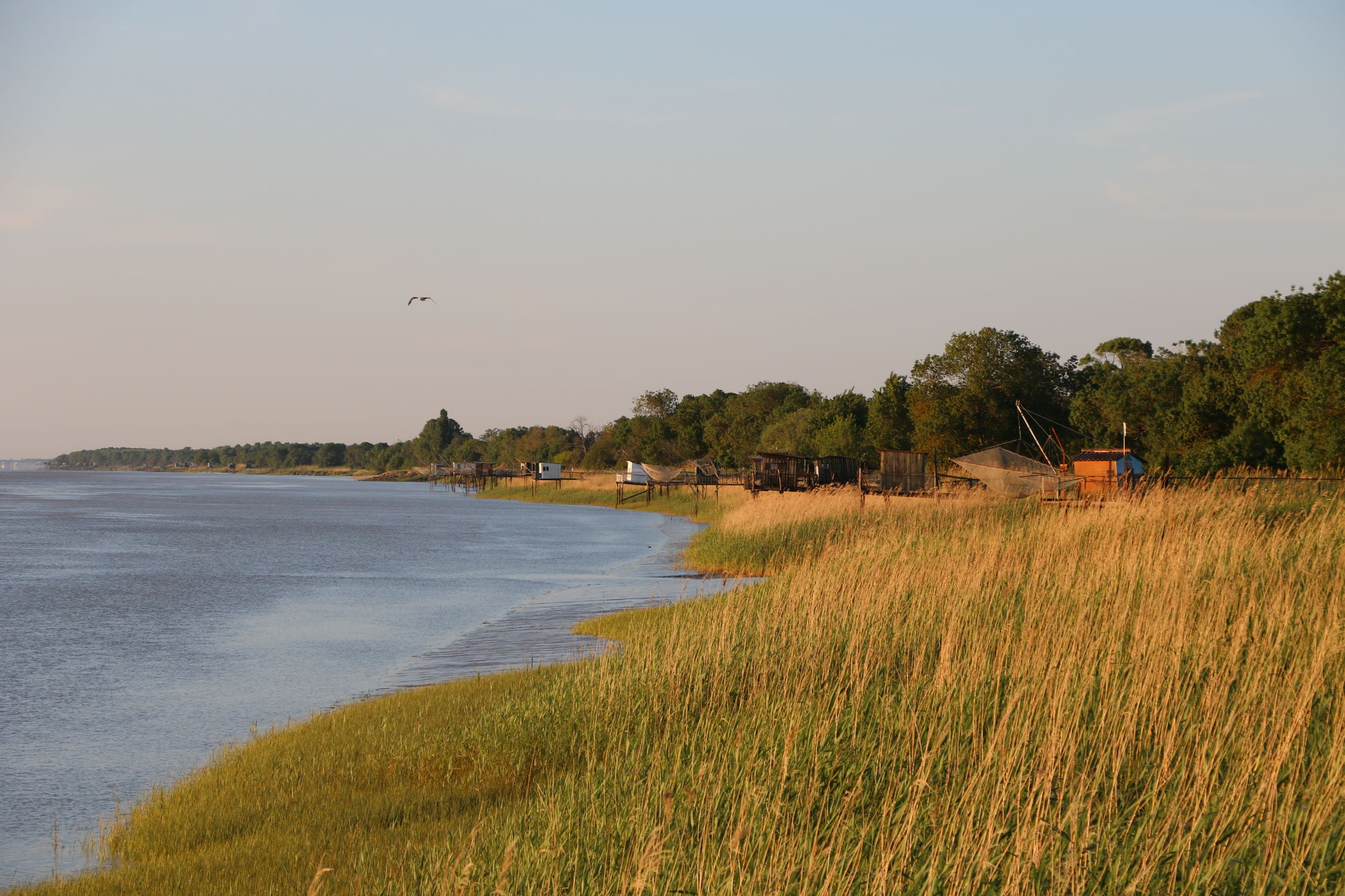
Carrelets et roselière de l'estuaire.

Les paysages sont faits d'une succession de coteaux et de croupes, molles ondulations dominant çà et là des terres basses et humides (petits marais du bord d'estuaire, marais de Bruges, de Parempuyre, de Labarde, roselière de Pauillac…) drainées par des petits cours d'eau appelés localement « jalles » ou « esteys ». Ces espaces préservés conservent bien souvent une riche végétation palustre couplée à des forêts alluviales, et sont protégés dans le cadre du réseau de protection des espaces naturels de grande valeur patrimoniale Natura 2000.

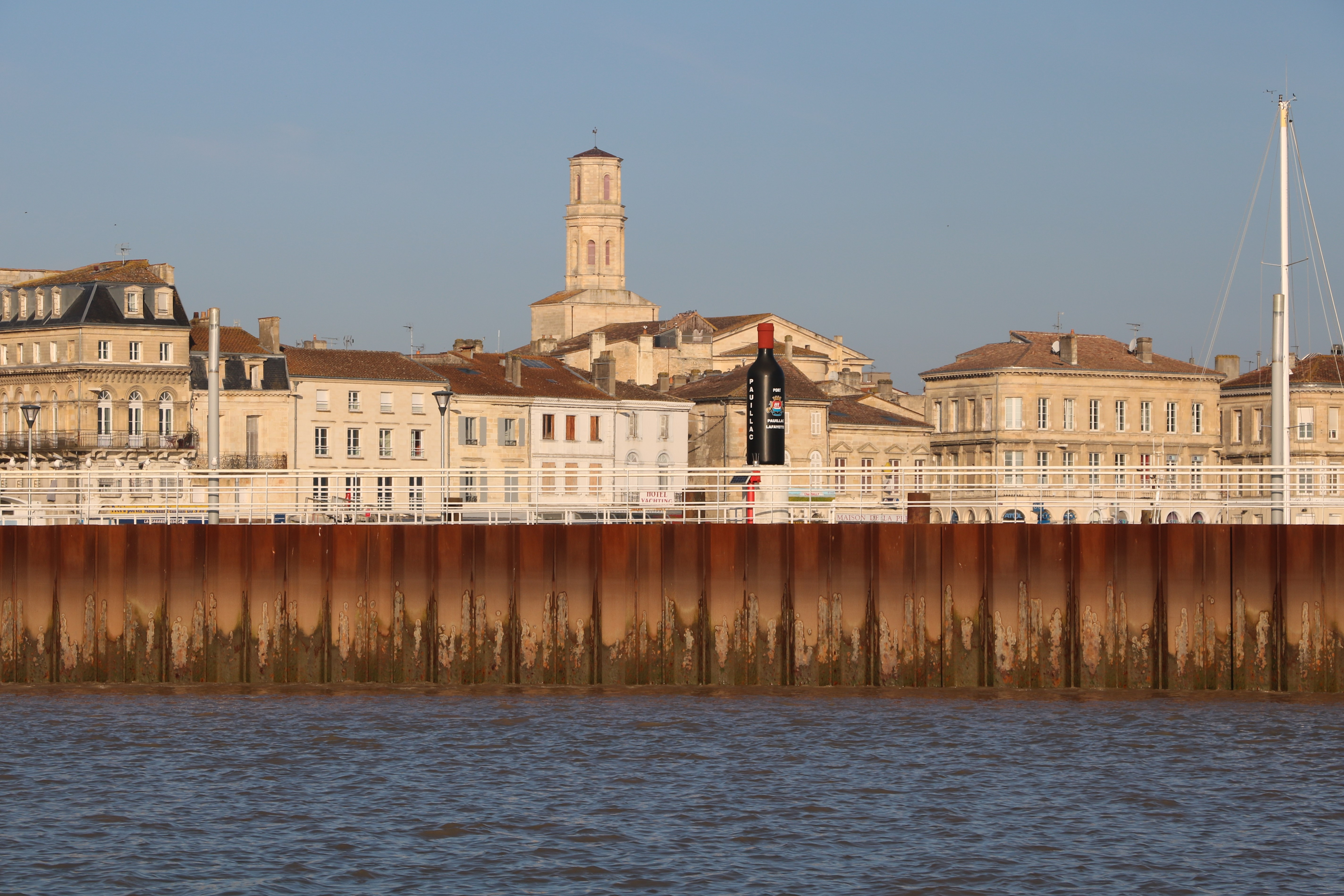
Quais de Pauillac, la plus longue façade sur l'estuaire de la Gironde.

Les principales agglomérations du Haut-Médoc sont Pauillac, important centre de négoce, Castelnau-de-Médoc, Saint-Laurent-Médoc ou encore Blanquefort, dans la proche banlieue bordelaise. Saint-Médard-en-Jalles, également dans la couronne bordelaise, abrite un important complexe aérospatial, en liaison avec d'autres sites de la métropole bordelaise. Ces centres urbains sont relayés par un réseau de villes de moindre importance, mais dont la notoriété reste liée à certaines appellations fortes : Saint-Julien-Beychevelle, Margaux, Saint-Estèphe en sont quelques exemples.
L'habitat rural reste important, formé d'une trame dense de hameaux et de lieux-dits, mais aussi de « châteaux ». Ce terme désigne ici des exploitations viticoles, souvent organisées autour de demeures bourgeoises édifiées par de riches producteurs aux XVIIIe et XIXe siècles.
Au large des côtes du Haut-Médoc, les îles de Gironde (ou « archipel girondin ») forment un monde à part, où les vignes ne sont pourtant pas absentes. Constituées de sables et d'alluvions charriés par la Garonne et la Dordogne, elles évoluent au gré des courants : certaines accroissent leur superficie, d'autres au contraire sont continuellement entamées. Elles ont connu une certaine heure de gloire au moment de la crise du phylloxéra, car seules épargnées par le fléau. Jusqu'au dernier tiers du XXe siècle, quelques-unes furent habitées, notamment l'île Verte, qui conserve les ruines de son village. Une réserve naturelle est en passe d'être aménagée par le Conservatoire du littoral, propriétaire d'une partie de l'archipel.

### Le Bas-Médoc
Au nord de Lesparre-Médoc s'étendent les marais du Bas-Médoc. Longtemps immergés (seules quelques îles étant habitées), ils furent aménagés par des Flamands et des Hollandais au XVIIe siècle. Ces polders, auxquels les habitants ont donné le nom de « mattes » sont depuis dévolus à la culture du blé (de plus en plus, du maïs) et à l'élevage. Conservant une faune et une flore particulièrement riche (dont une concentration relativement importante de loutres et de visons d'Europe), ils sont une étape pour de nombreux oiseaux migrateurs, et sont protégés dans le cadre du réseau Natura 2000.
Les principales agglomérations du Bas-Médoc sont Lesparre-Médoc, Saint-Vivien-de-Médoc, Talais et le bipôle Soulac-sur-Mer/Le Verdon, qui est la plus ancienne station balnéaire du Médoc.

### Les Landes du Médoc
La partie occidentale de la presqu'île est formée des Landes du Médoc. Terres pauvres et marécageuses jusqu'au XIXe siècle, on y retrouvait autrefois toutes les caractéristiques propres à la Gascogne landaise : système agro-pastoral, avant que la loi du 19 juin 1857 ne conduise à l'assainissement des marais (développement d'un réseau de « crastes » évacuant les eaux stagnantes) et à la généralisation de la plantation de pins maritimes.

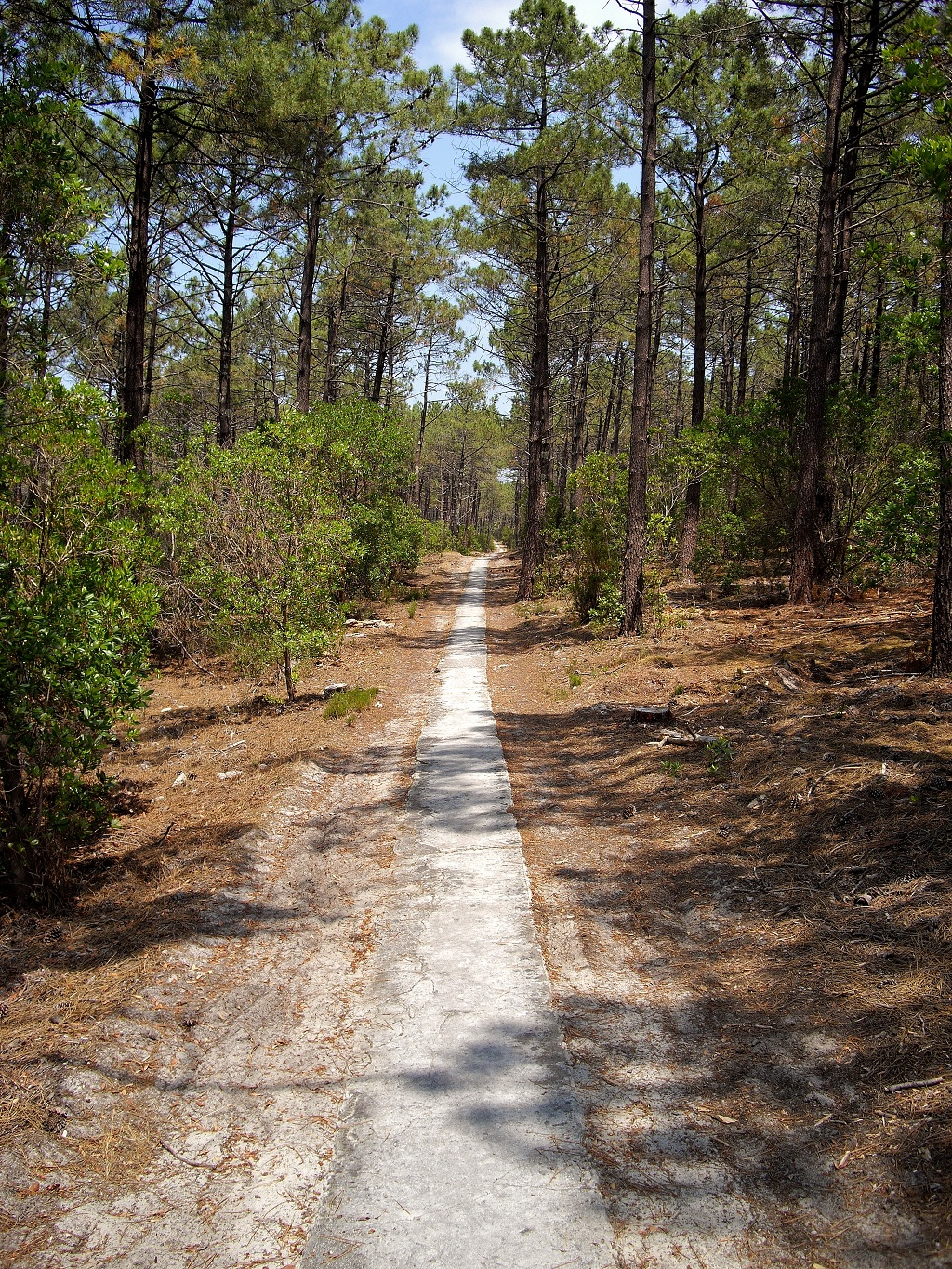
Piste cyclable en forêt des Landes.

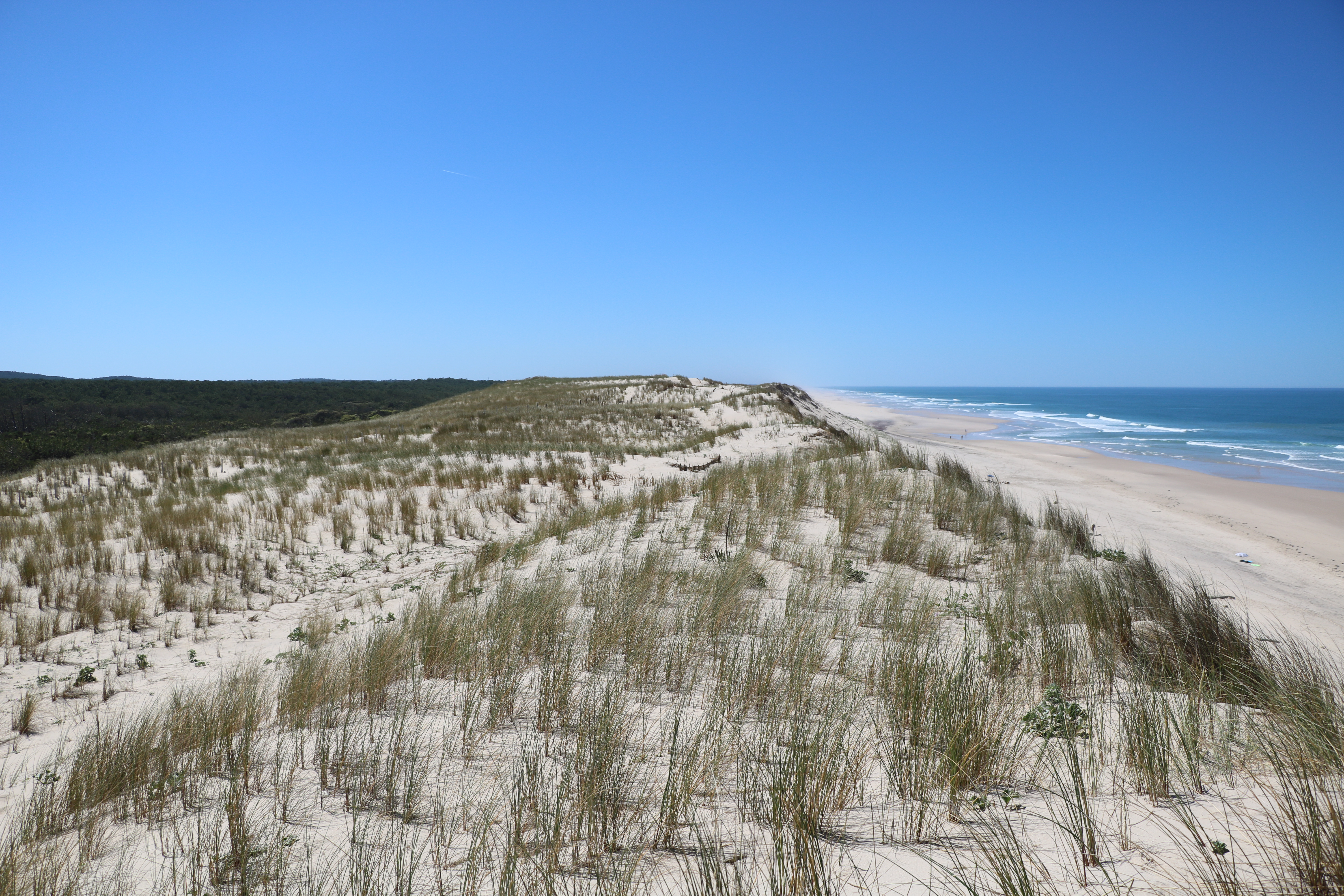
Forêt domaniale et cordon dunaire à Hourtin, sur la Côte d'Argent.

De cette ordonnance allait naître la forêt des Landes, le plus grand massif forestier d'Europe. Le pin, « arbre d'or », va bouleverser l'économie locale : il fournit du bois de construction, des traverses de chemin de fer, des poutres de mines, des poteaux télégraphiques, mais aussi et surtout de la résine (ou gemme), récoltée à l'aide d'outils spécifiques (hapchot, pot). Cette industrie du gemmage, qui reste vivace jusqu'au milieu du XXe siècle, permet la fabrication de l'essence de térébenthine et de la colophane, très utilisés dans l'industrie chimique. Enfin, le pin est utilisé en papeterie (fabrication de pâte à papier, via les usines de Biganos et de Bègles). La forêt des Landes du Médoc se décompose en plusieurs massifs : forêt domaniale de la pointe de Grave au nord, forêt domaniale du Flamand près de Montalivet-les-Bains, forêts domaniales d'Hourtin (réserve naturelle), de Carcans et de Lacanau plus au sud, forêt communale de Salaunes près de Sainte-Hélène, bois du Plantier près de Vertheuil… Plus ou moins endommagés par le grand incendie de 1949, ils sont sillonnés de pare-feu.
Le plateau landais est bordé par un imposant cordon dunaire, qui forme un véritable massif depuis la pointe de Grave jusqu'au cap Ferret (et se prolonge au sud, culminant à la dune du Pilat). Côté océan, il souligne une immense plage de sable fin, exposée plein ouest et soumise aux assauts des vagues et des courants, formant notamment les (baïnes). Cet univers tonique est le royaume des estivants, mais aussi des surfeurs et autres amateurs de sports extrêmes, qui se retrouvent sur les différents spots de la côte. Côté lande, le cordon dunaire prive les eaux d'un accès à l'océan, leur retenue formant un chapelet de lacs et d'étangs : le lac d'Hourtin et de Carcans (le deuxième plus grand lac d'eau douce de France, avec 6 000 hectares) et l'étang de Lacanau. Ils sont reliés à l'estuaire de la Gironde et au bassin d'Arcachon par une série de palus et de chenaux : palu de Talais, marais de la Perge, marais de Lespaut, marais de Montaut, marais et étang de Cousseau (réserve naturelle), marais de Talaris…
L'habitat y est dispersé. La Miaca (Mission interministérielle d'aménagement de la côte aquitaine) a permis, dans les années 1960, la création de pôles touristiques soigneusement balisés (stations balnéaires de Hourtin-Plage, de Carcans-Plage, en compléments des stations plus anciennes de Soulac et Lacanau) afin de préserver un littoral précieux mais instable d'une urbanisation débridée.
Les landes du Médoc sont peu peuplées, en dehors de quelques petits centres urbains vivant essentiellement du tourisme : Hourtin, Carcans et Lacanau, mais aussi Brach et Sainte-Hélène, en marge du littoral. Quelques hameaux conservent de remarquables exemples d'habitat traditionnel, qui, avec ses modestes maisons en maçonnerie, se distingue des maisons en bois du reste des Landes. Ces maisons sont longilignes, à toits à deux pentes et façade sur mur gouttereau. Il arrive qu'elles soient constituées d'une enfilade de 3 ou 4 pièces, plusieurs pièces pouvant communiquer avec l'extérieur.

### Géographie historique du Médoc

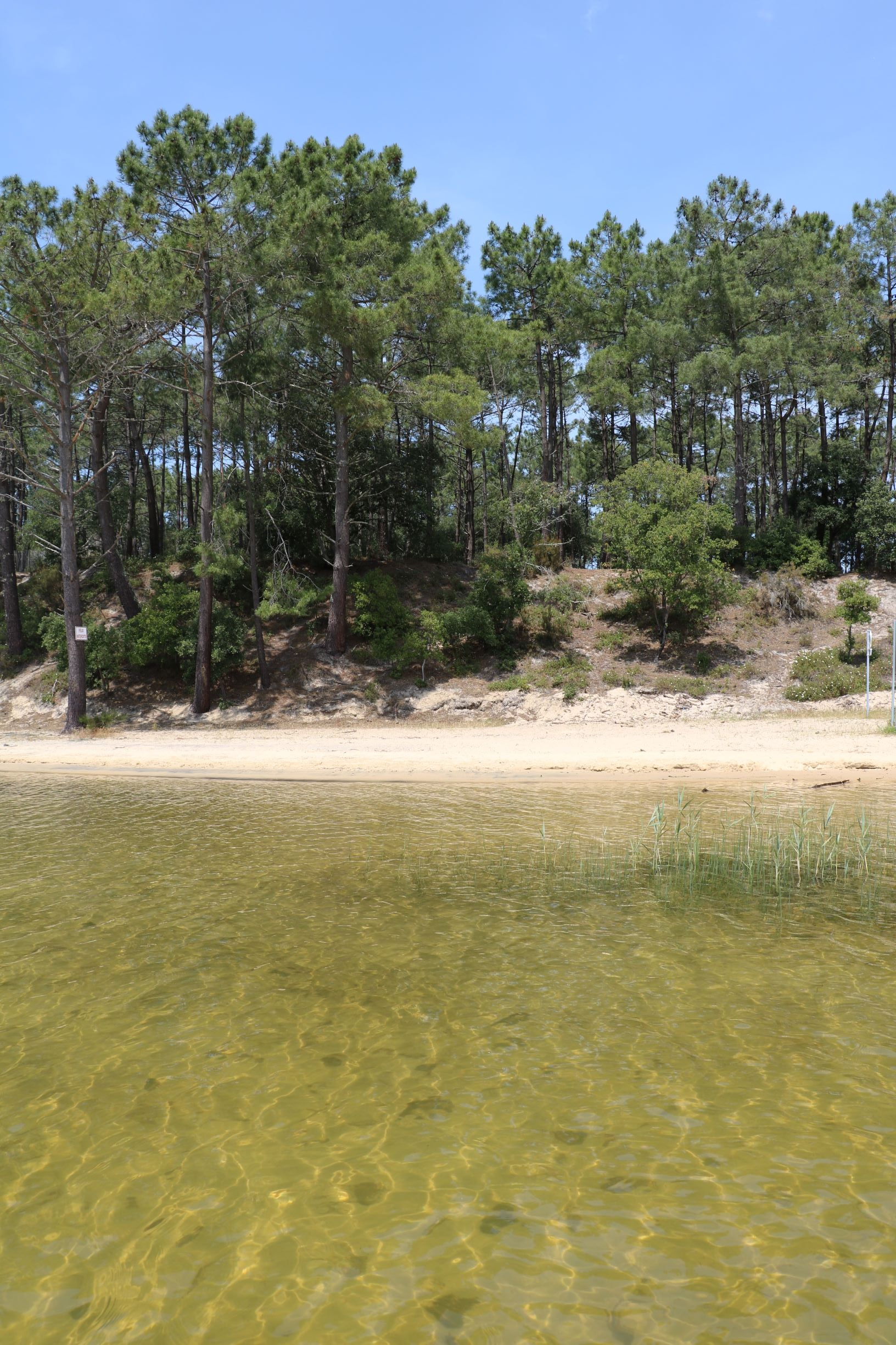
Pinède et plage de sable fin sur les rives du lac d'Hourtin et de Carcans.

La côte du Médoc recule sous les coups de boutoir de l’océan comme en témoigne, par exemple, la disparition du ponton historique de la station balnéaire de Soulac. Inversement, à l'est, les limons forment des bancs dans la Gironde et d'anciennes îles viennent s’agglutiner à la rive.
Ce phénomène est ancien. En effet, les données géologiques et historiques suggèrent que la physionomie de la presqu’île a considérablement évolué, non seulement au Quaternaire mais également au cours des 1500 dernières années,.
La « Garonne primitive » se jetait dans l'océan au niveau du bassin d'Arcachon. À la suite de la surrection des Pyrénées, le Bassin aquitain est d'abord submergé par l'océan (ère Tertiaire), puis la Garonne s'oriente au nord et dépose sur ses rives des graves pyrénéennes qui forment ces croupes ou « cos » si réputées pour la viticulture. Le Médoc viticole doit en effet la qualité de ses sols aux graves fluviatiles que la Garonne a déposé au Quaternaire (sur le socle sédimentaire calcaire hérité du Tertiaire).
Pour la période historique, les géographes pensent que la ligne de côte était orientée plus à l’ouest qu’actuellement, en direction du plateau de Cordouan. C'est ainsi qu’Élisée Reclus écrivait : « La presqu'île s'est déplacée. Elle a cheminé vers l'est ou plutôt le sud-est. ». 
Le phare de Cordouan, et avant lui la tour du Prince Noir, ont été construits sur une île aujourd'hui réduite à un simple banc de sable. Cette île était rattachée à la pointe de Grave par l'ancien pas de Grave. Elle a hébergé des moines bénédictins qui se sont repliés en 1092 dans l'ancienne paroisse de Saint-Nicolas de Grave. Claude Masse indique en 1707 : « au nord-ouest de la Chapelle, il y avait de bonnes maisons ; de mer basse, on voit des restes de salines et des souches d'arbres. »
Il est vraisemblable qu'au premier millénaire, la presqu’île s’arrêtait au niveau de L'Esparre, Queyrac et Mayan ; au-delà, se trouvait un vaste delta de la Gironde évoluant au gré des dépôts de sable (à l’ouest) ou de limons (à l’est). Néanmoins le franchissement du Gua permettait une continuité de cheminement (par la Lébade) jusqu’à Soulac (alors située sur la rive de la Gironde et rattrapée depuis par l’océan).
L’embouchure de la Gironde était parsemée d’îles qui se sont retrouvées progressivement prises dans les marécages, ces derniers ayant été asséchés au XVIIe siècle. La documentation historique mentionne les îles suivantes :
- île d'Antros, citée par Pomponius Mela en 580, située à l’embouchure de la Gironde[21], qui serait devenue l’actuelle pointe de Grave[22], encore séparée de la presqu’île par le chenal de Soulac[23] au XVIIIe siècle ;
- île de Talaïs ;
- île de Jau[24] ;
- Saint-Pierre de l’Isle, siège d’une importante abbaye à partir du VIIIe siècle[25].

Il est vraisemblable qu'Escurac, Meillan, Montignac, Bégadan, Couquèques , Valeyrac, By, Saint-Christoly, Mazail soient également d’anciennes îles échouées sur le rivage.
Brion était un port sur la baie qui baignait jusqu’à Guibeau et on accédait à Castelnau par un large chenal desservant un réservoir intérieur.
La côte, aujourd’hui obstruée par le cordon dunaire, s’ouvrait il y a quelques siècles encore de plusieurs anses :
- le Gurp[28] ;
- Anglemar[29] ;
- des Anglots[29] ;
- la baie d'Anchise, orientée nord-est - sud-ouest au nord du lac de Hourtin[30], évacuait les eaux de la rivière d'Anchise ; s'y trouvait le port d'Anchises[31] ou de Balanaï[32] (probablement disparu sous les dunes à hauteur du marais de Belsarieu[33]) ; l'estuaire est complètement comblé en 1689 ;
- les eaux de Hourtin s’évacuaient également vers l’océan ; il y avait sur cette baie un port à Pélous ;
- le lac de Lacanau communiquait aussi avec l'océan via le chenal de Saint-Vincent[34] ;
- la Malie[35] à l'ouest du Porge.

Leur obstruction a conduit à l’apparition du grand lac doux de Médoc (union des lacs actuels de Lacanau et de Hourtin) qui se vidange dans le bassin d'Arcachon. Il remontait plus au nord qu'aujourd'hui.
Plusieurs villages côtiers ont été emportés par le recul du trait de côte. Au large de l'Amélie (Soulac) on observe des vestiges de constructions. Certains auteurs ont voulu y voir l'ancienne ville de Noviomagus (que l'on situe aujourd'hui sur le site archéologique de Brion). L'abbaye de Mansirot, fondée en 1108 à l'ouest de l'étang de Hourtin, a disparu. Le prieuré d'Artigue-Estremeyre (à l'ouest de Vensac) n'est plus cité après le XIVe siècle. Au XVIe siècle, la mémoire collective rapporte que la ville de Luzerne (ou Louvergne) a été engloutie par le recul du lac de Hourtin. Sainte-Hélène, entre Carcans et Hourtin, sera à son tour ruinée et l'ancien village de Talaris réduit à l'état de marais au XVIIe siècle ; l'église de Lacanau est noyée par le lac tandis que celles du Porge, de Lauros, d'Arès et de Lège doivent reculer devant l'avancée des sables ; Santa-Maria de Solac est gagnée par les sables et Saint-Pierre-de-Lilhan s'efface ; disparaissent également sous les sables Carrau, Cadameyrac, Trampian, Maine-Monet, Peyreron…

## Histoire

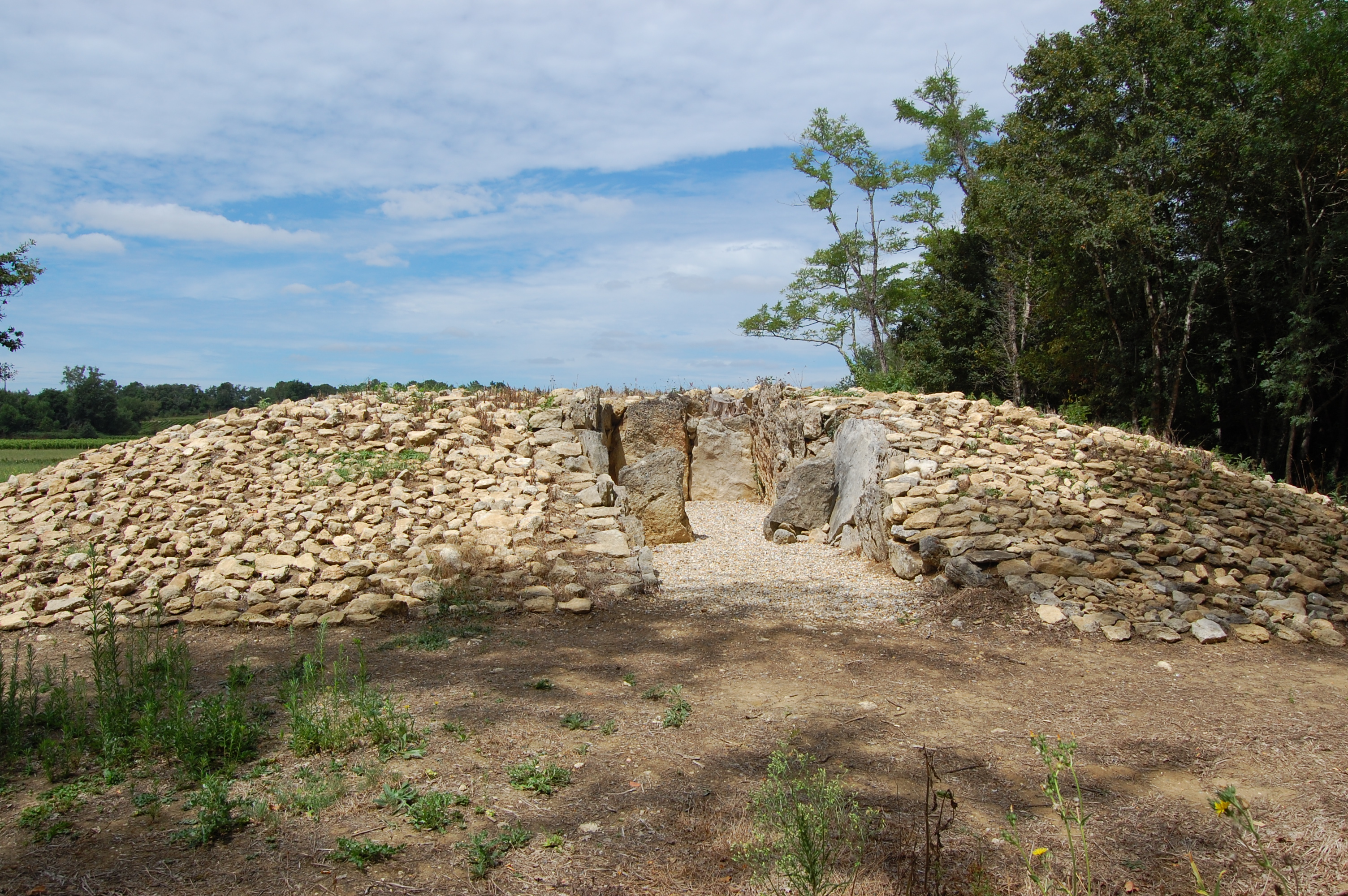
Dolmen de Barbehère à Saint-Germain-d'Esteuil.

Les premières traces d'occupation humaine en Médoc sont fournies par un outillage microlithique datant de la période azilienne (8000 ans av. J.-C.) notamment dans la lède du Gurp.
Le néolithique ancien (vers -5000) a laissé des poteries à décor cardial. On relève quelques mégalithes : menhirs, dolmens ou tumuli (Barbéhère, à Saint-Germain-d'Esteuil, datant du Chasséen, Le Bernet, à Saint-Sauveur), qui ne nous sont pas toujours parvenus intacts ; d'autres sont signalés par la toponymie (Peyrelebade, « pierre levée » en gascon). Le néolithique récent (-2500) est caractérisé par de nombreux vestiges de la civilisation de Peu-Richard.
Vers le IIIe millénaire av. J.-C. apparaissent les premiers objets en cuivre (pendentifs, armes, bijoux, objets du quotidien), qui indiquent des échanges avec d'autres peuples et civilisations, le Médoc étant dépourvu de gisements cuprifères. L'apparition de la culture campaniforme est marquée par la présence de poteries et de céramiques en forme de cloche, retrouvés sur plusieurs sites (Saint-Sauveur-Médoc, notamment).

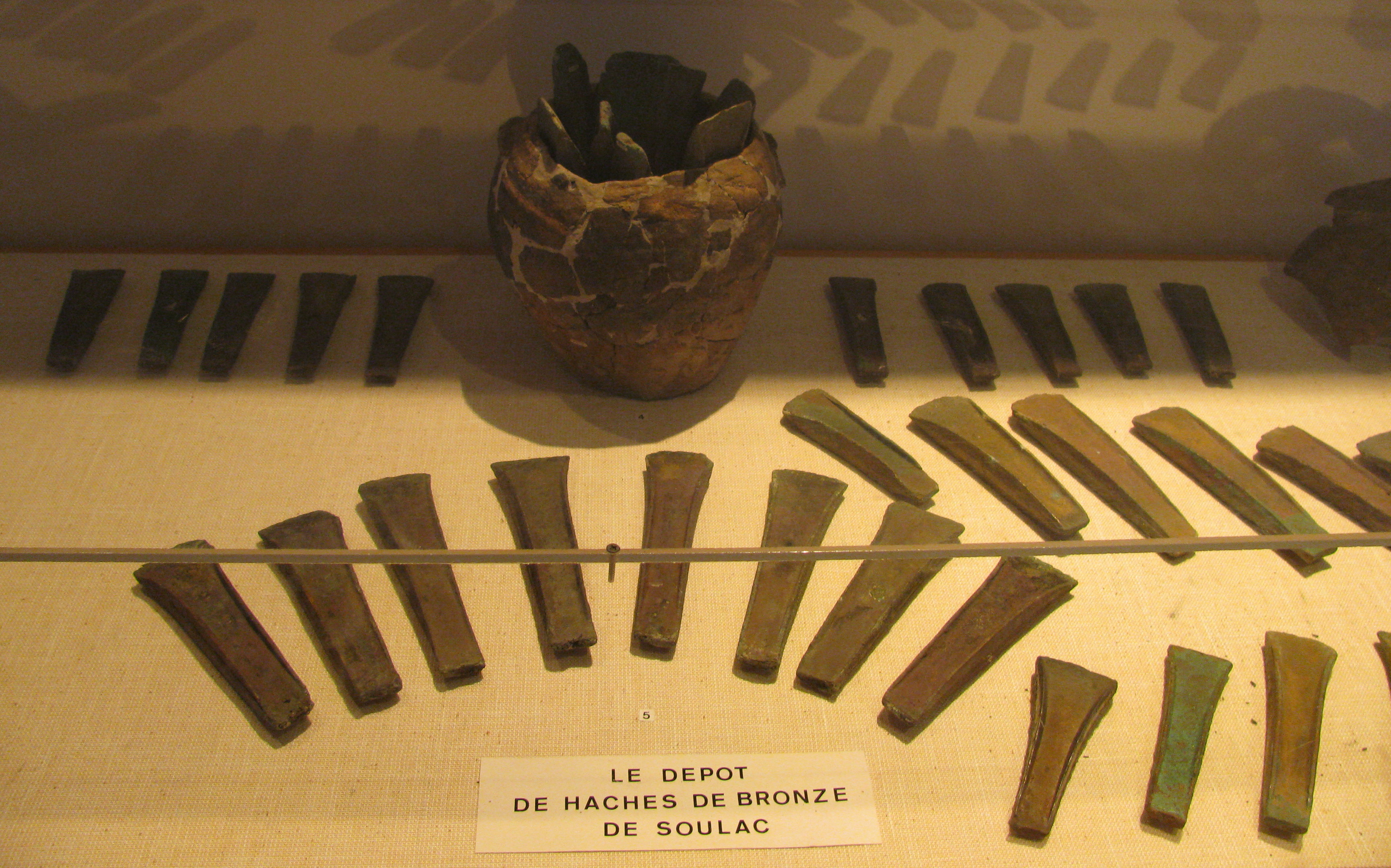
Série de haches médoquines au Musée de Soulac-sur-Mer.

L'âge du bronze est un véritable âge d'or pour le Médoc. Loin d'être un Finis terrae isolé et coupé du monde, la région est une étape importante sur la route de l'étain, métal indispensable à la fabrication du bronze. Un véritable artisanat se développe, spécialisé dans la fabrication de haches à rebords et à tranchant rectiligne, dites haches médoquines (130 à 225 mm). Cette industrie se diversifie au fil du temps avec l'apparition de modèles à talon et à bords évasés, retrouvés en divers points du territoire, mais aussi dans les Charentes ou dans les Landes. La civilisation dite des champs d'urnes a laissé une grande urne et son couvercle provenant d'une sépulture dans la lède du Gurp.

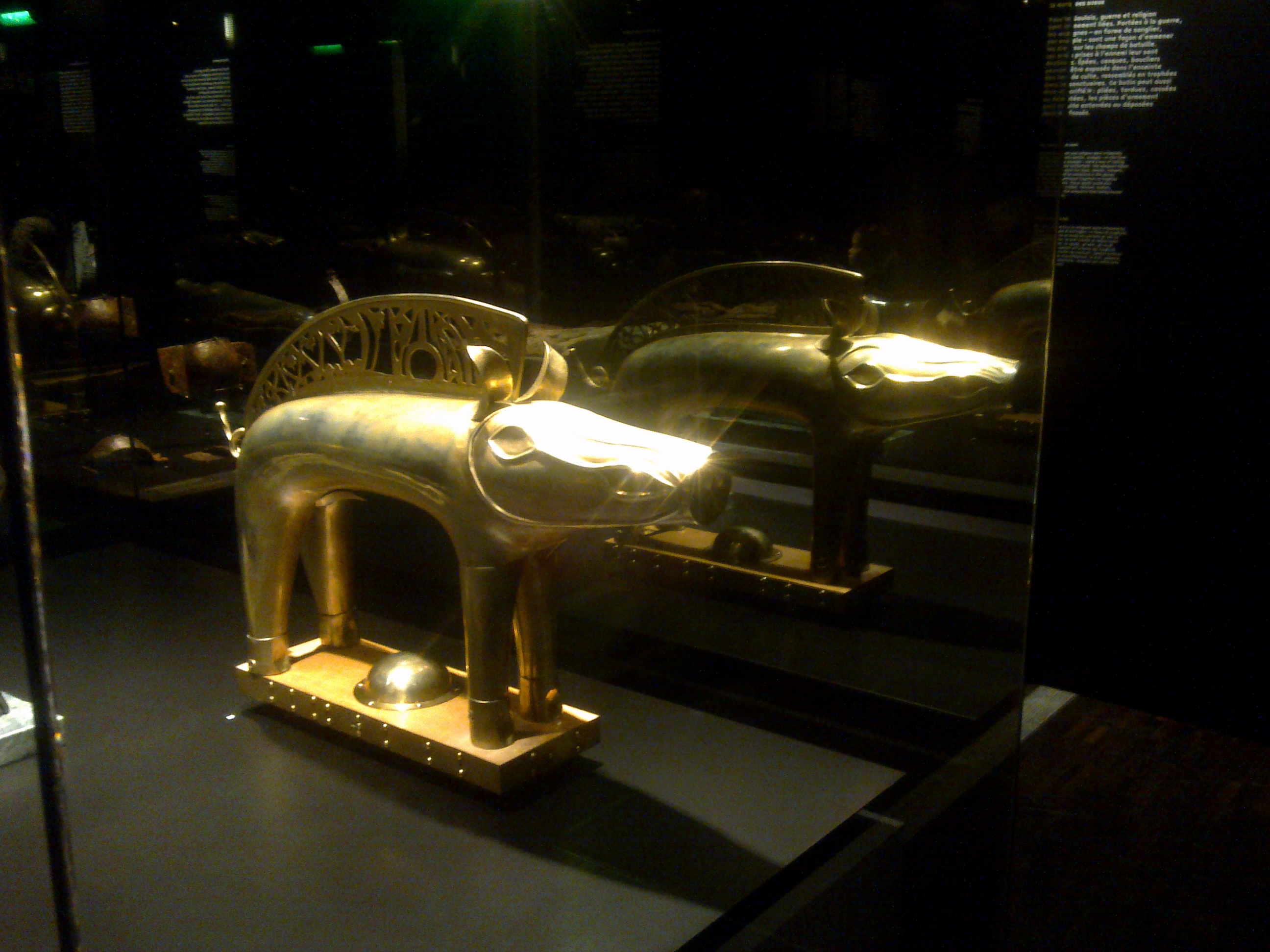
L'enseigne gauloise de Soulac-sur-Mer découverte en 1989.

Le premier âge du fer est largement représenté dans la région vers les VIIe et VIe siècles avant notre ère. Il n'en va pas de même du second âge du fer qui ne se développe qu'en fin de période. C'est à cette époque que les Bituriges Vivisques, isolat celte entourés, excepté au nord, de populations aquitaines proto-basques, s'implantent à Burdigala et fondent Noviomagus. Ils sont, selon le célèbre géographe Strabon, « La seule peuplade allogène installée parmi les Aquitains ». La conquête romaine est, selon toute vraisemblance, plutôt pacifique, les Bituriges préférant composer avec les envoyés de Publius Crassus, lieutenant de César. De fait, la « romanisation » est largement antérieure à l'apparition des premières légions romaines, marchands et « negociatores » les ayant précédés de longue date.

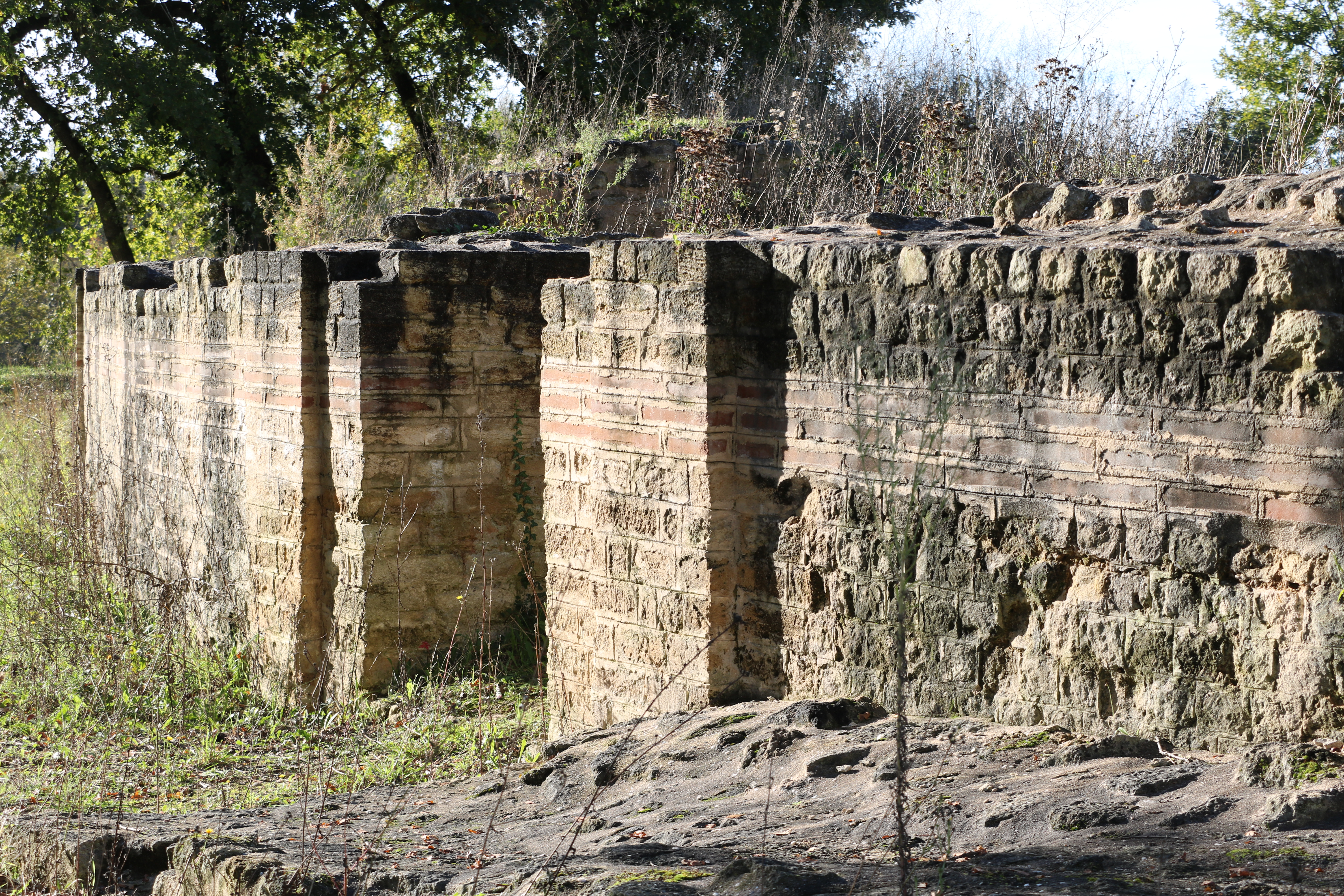
Théâtre gallo-romain sur le site archéologique de Brion.

L'Antiquité voit se développer le commerce des vins, mais aussi et surtout du sel et de l'ambre, ainsi que des produits artisanaux. Les textes de l'époque romaine n'apportent aucune description du Médoc mais laissent quelques noms de lieux dont la localisation reste sujette à interprétation (excepté Garumna et Pauliacus) : l'île d'Antros (l'actuelle pointe de Grave), Curianum promontorium (probablement l’ancêtre du Cap Ferret), Noviomagus (sans doute Brion, près de Saint-Germain-d'Esteuil) ou Domnotinus (peut-être Donissan d'après Élie Vinet). Plus tardivement on citera Metullum (l'ancien Noviomagus ?).
Une importante voie antique, la lébade (ou levade), le traversait de Bordeaux à l'actuel Soulac-sur-Mer. Les rives de la Gironde présentaient alors un aspect bien différent de celui qu'on lui connaît actuellement, et étaient ponctuées de larges anses et de bras secondaires, d'où émergent quelques îles (Antros, Jau…). Au IIe siècle apr. J.-C., Pline le Jeune décrira encore le Bas-Médoc comme « un pays où l'on ne peut ni naviguer comme sur la mer, ni marcher comme sur terre ». Cette situation durera jusqu'au XVIIe siècle et l'assèchement des marais. 
Le haut Moyen Âge est une période relativement méconnue, durant laquelle le Médoc est intégré à des ensembles politiques variables (royaume d'Aquitaine mérovingien, puis carolingien). Des châteaux sont fondés çà et là, tel le château de Lesparre, au Xe siècle. Cette petite cité devient bientôt le siège d'une importante seigneurie, ses maîtres portant le titre de « sires ». Le pèlerinage à Compostelle se développe également, et des étapes sont aménagées au milieu de paysages désolés, où fièvres paludéennes et pellagre font de nombreuses victimes. Le chemin littoral (dit aussi « voie de Soulac » ou « voie des Anglais ») est la principale. Les jacquets qui l'empruntent font halte à la basilique de Soulac, à Saint-Hélène-de-l'Étang (Hourtin), Carcans et Lacanau, avant de poursuivre vers le sud. Des hospices sont implantés le long du chemin, tel celui de Grayannes (Grayan-et-l'Hôpital). D'autres voies, moins fréquentées, longent l'estuaire, par Saint-Vivien-de-Médoc, Lesparre, l'abbaye Saint-Pierre-de-l'Isle (Ordonnac) et Saint-Médard-en-Jalles, avant de rejoindre Bordeaux.

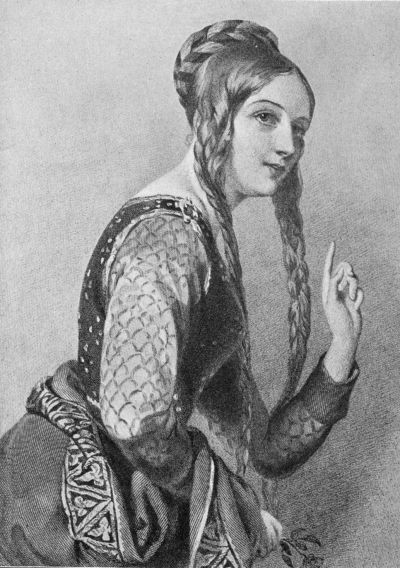
Portrait factice d'Aliénor d'Aquitaine (auteur inconnu).

Le mariage de la duchesse Aliénor avec le roi de France Louis VII en 1137 se révélant un échec patent, les deux époux obtiennent du pape une annulation de leur union en 1152. Le divorce est prononcé le 21 mars ; le 18 mai, Aliénor épouse Henri Plantagenêt, comte d'Anjou. Lorsque celui-ci est porté sur le trône d'Angleterre en 1154, l'Aquitaine passe dans le giron anglais. Elle y gagne franchises et privilèges, et une plus grande ouverture du marché britannique pour ses productions (vin, notamment). De nombreux facteurs font que l'opposition entre Capétiens et Plantagenêt s'accroît, débouchant sur un des plus importants conflits de l'histoire de France : la guerre de Cent Ans. Le Médoc y joue un rôle limité, ses seigneurs restant pour l'essentiel fidèles au roi-duc (ou au Prince noir pendant le temps de la principauté d'Aquitaine, de 1362 à 1372). Au milieu du XVe siècle, les Français grignotent peu à peu le duché de Guyenne, réduit à sa plus simple expression, et se livrent volontiers au pillage. Les troupes de Charles d'Albret et d'un chef de bande redouté, Rodrigue de Villandrando, ravagent ainsi le Médoc en 1438. S'ensuivent de longues années de troubles plus ou moins sporadiques, avant que les Français ne parviennent à prendre la totalité de la Guyenne (Bordeaux compris) en 1451. Cependant, l'occupation française est mal ressentie par la population, et des troubles éclatent quelques mois plus tard. Un ultime appel à l'aide est lancé au roi-duc, qui envoie une armée de secours commandée par John Talbot. Celle-ci débarque à Soulac le 19 octobre 1452. L'éclaircie est pourtant de courte durée et s'achève par la mort de Talbot sur le champ de bataille de Castillon le 17 juillet 1453. La guerre de Cent Ans prenait fin. Le souvenir de Talbot restera longtemps vivace, évoqué lors des veillées, comme « Lo bon rey Talabot » (Le bon roi Talbot).
Le Médoc se relève tant bien que mal, et bénéficie d'une campagne de mise en valeur en deux temps. La première, due au roi Henri IV, voit l'assèchement des marais du Bas-Médoc par des Flamands et des Hollandais, qui mettent en place des polders et introduisent, par la même occasion, les vaches frisonnes. La seconde, plus radicale, intervient à partir du XVIIIe siècle avec les premiers essais de fixation des dunes, jusqu'alors fort dangereuses car « mouvantes » (des villages entiers sont ensevelis, comme Soulac), et les premiers boisements. Ceux-ci s'intensifieront au siècle suivant, notamment après la promulgation de la loi du 19 juin 1857 prescrivant l'assainissement des marécages et leur ensemencement en bois (pin maritime). Sur les croupes de l'estuaire, la viticulture connaît son âge d'or aux XVIIIe et XIXe siècles : quelques-uns des plus grands crus du Médoc se distinguent à l'exposition universelle de 1855, tels Château Margaux, Château Lafite et Château Latour. Durement éprouvés par la crise du phylloxéra, les vignobles seront patiemment reconstitués.

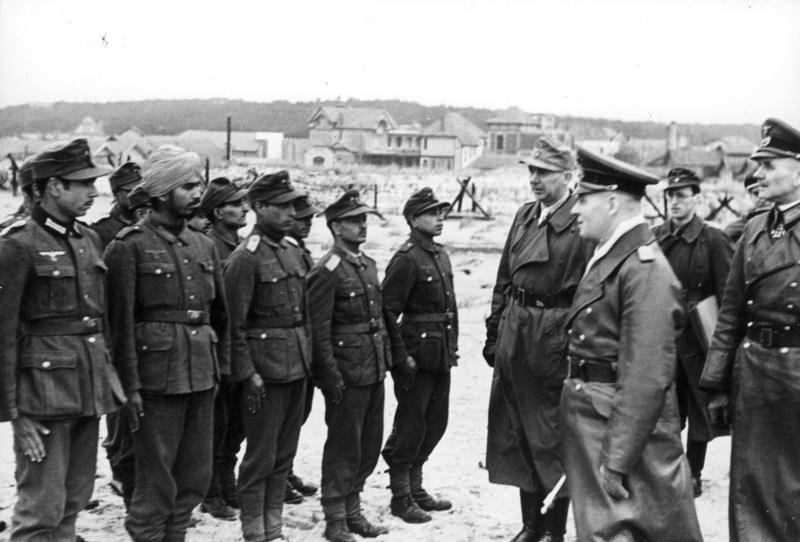
Erwin Rommel en tournée d'inspection à Lacanau.

Le XXe siècle est marqué, comme dans le reste du pays, par l'occupation allemande. Les 29 et 30 juin 1940, les troupes de la Wehrmacht pénètrent en Médoc par Le Verdon (en provenance de Royan) et par Bordeaux. Sous l'action de plusieurs mouvements de résistance (Libération-Nord, FTP, OCM), des maquis s'organisent et mènent la vie dure à l'occupant, tout en préparant la libération (caches d'armes, prise en charge de parachutistes…). À la fin de la guerre, les Allemands s'enferment dans une poche de résistance (Gironde Mündung Sud), délivrée en avril 1945 par les FFI du général Milleret, dit « Carnot ».
La deuxième moitié du XXe siècle et le début du XXIe siècle voient des tentatives de reconversion d'une économie en perte de vitesse. Le déclin de la sylviculture, patent après 1920, est encore accentué par une série de catastrophes, parmi lesquelles le terrible incendie de forêt de 1949 (les fumées étant visibles jusqu'à Bordeaux !) et les tempêtes Martin (1999) et Klaus (2009). La céréaliculture (maïsiculture), après quelques échecs initiaux, devient un des moteurs de la région, avec le tourisme (œnotourisme, tourisme balnéaire et naturisme, notamment). De nombreux actifs effectuent de nombreux mouvements pendulaires, la région vivant de plus en plus au rythme de la grande métropole régionale qu'est Bordeaux.

## Communautés de communes
Le Médoc compte quatre communautés de communes :
1. Communauté de communes Médoc Cœur de Presqu'île (Lesparre-Médoc) ;
2. Communauté de communes Médoc Atlantique (Soulac-sur-Mer) ;
3. Communauté de communes Médoc Estuaire (Margaux-Cantenac) ;
4. Communauté de communes Médullienne (Castelnau-de-Médoc).

Ces quatre communautés de communes se sont associées avec trois communes de la Métropole de Bordeaux (Eysines, Blanquefort et Parempuyre) au sein du « Syndicat mixte du Pays Médoc », permettant ainsi de coordonner au mieux leurs actions de développement du territoire.

## Communes du Médoc
- Arcins
- Arsac
- Avensan
- Bégadan
- Blaignan-Prignac
- Blanquefort
- Brach
- Carcans
- Castelnau-de-Médoc
- Cissac-Médoc
- Civrac-en-Médoc
- Couquèques
- Cussac-Fort-Médoc
- Eysines
- Gaillan-en-Médoc
- Grayan-et-l'Hôpital
- Hourtin
- Jau-Dignac-et-Loirac
- Labarde
- Lacanau
- Lamarque
- Le Haillan
- Le Pian-Médoc
- Le Porge (historiquement en Buch)
- Le Taillan-Médoc
- Le Temple
- Le Verdon-sur-Mer
- Lesparre-Médoc
- Listrac-Médoc
- Ludon-Médoc
- Macau
- Margaux-Cantenac
- Moulis-en-Médoc
- Naujac-sur-Mer
- Ordonnac
- Parempuyre
- Pauillac
- Queyrac
- Saint-Aubin-de-Médoc
- Saint-Christoly-Médoc
- Saint-Estèphe
- Saint-Germain-d'Esteuil
- Sainte-Hélène
- Saint-Julien-Beychevelle
- Saint-Médard-en-Jalles
- Saint-Sauveur
- Saint-Seurin-de-Cadourne
- Saint-Laurent-Médoc
- Saint-Vivien-de-Médoc
- Saint-Yzans-de-Médoc
- Salaunes
- Saumos
- Soulac-sur-Mer
- Soussans
- Talais
- Valeyrac
- Vendays-Montalivet
- Vensac
- Vertheuil

## Économie

### Logistique et industrie
Le Médoc est une région peu industrialisée, en dehors des communes de la grande périphérie de Bordeaux, qui s'inscrivent dans le périmètre de la métropole. Autour de Saint-Médard-en-Jalles et de sa poudrerie s'est développé un complexe industriel de pointe , dans le domaine de l'aéronautique et de la défense, autour du thème de la propulsion solide. Cette commune accueille notamment la société ArianeGroup et le CAEPE (centre d'essai des propulseurs de la force de dissuasion nucléaire française).
Le port du Verdon est un des huit sites du Grand port maritime de Bordeaux (GPMB). Mis en service en 1976, il est spécialisé dans le trafic des conteneurs. Son quai de chargement, long de 600 mètres, est équipé de trois portiques. Ce port industriel est équipé d'aires de stockages de 10 hectares et d'une zone franche de 59 hectares. Le site permet la manutention par roulage (système ro-ro). Le port industriel est distinct du port de plaisance, Port-Médoc (800 anneaux) et de Port-Bloc (bac effectuant la liaison Le Verdon-Royan).
Le port de Pauillac est également un site du Grand port maritime de Bordeaux. C'est depuis ses infrastructures que sont acheminés une grande partie des pièces de l'airbus A380 vers Langon, puis Toulouse. Tout comme Le Verdon, Pauillac possède également un port de plaisance.

### Tourisme

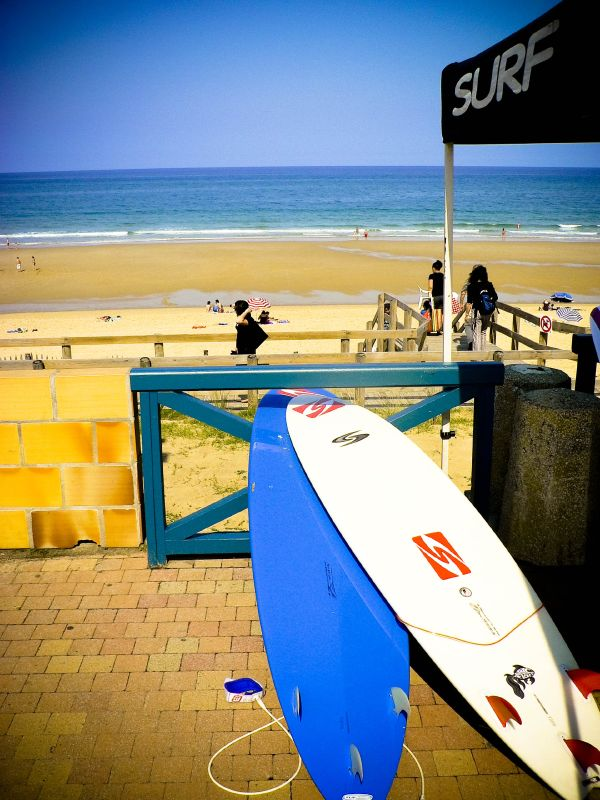
Spot de surf à Lacanau.

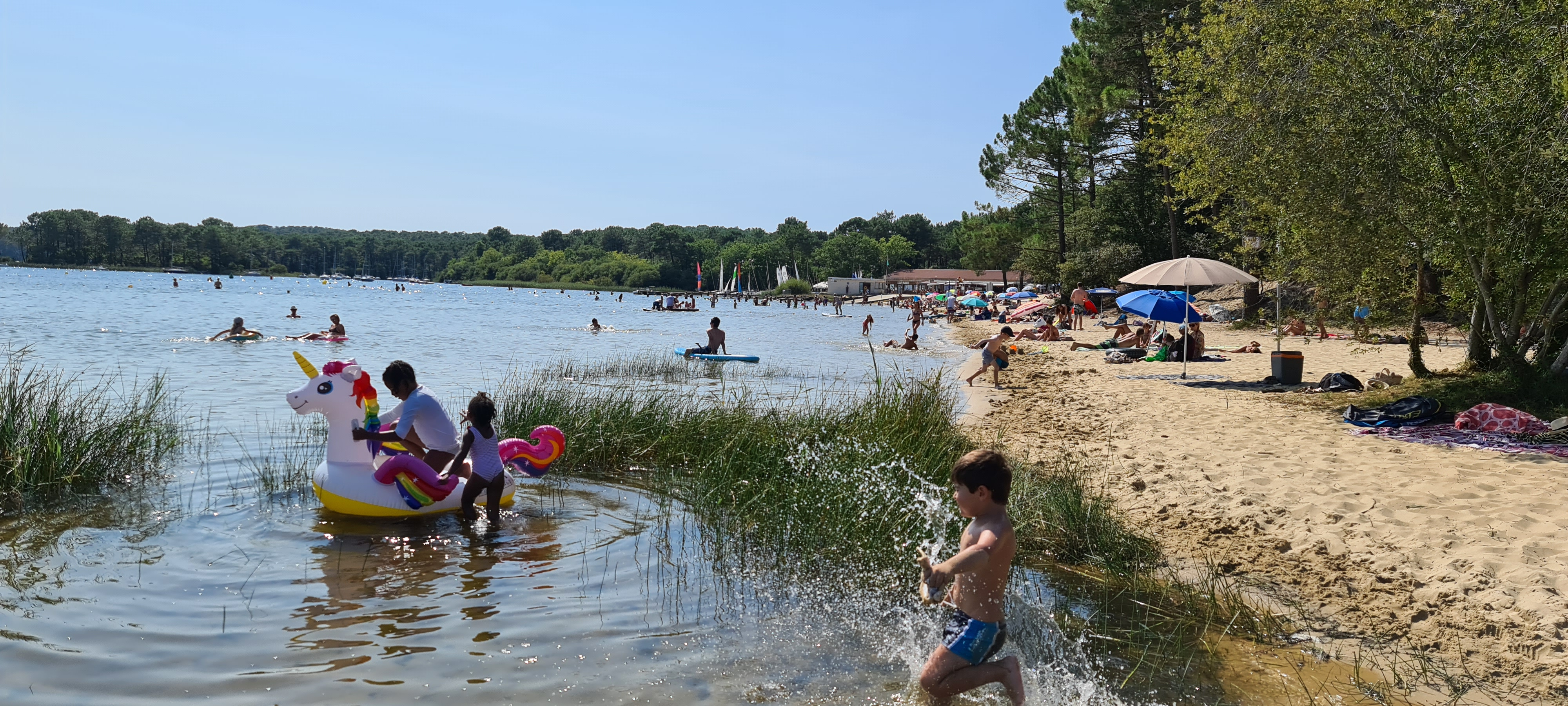
Baignade à Piqueyrot, sur une rive du lac d'Hourtin et de Carcans.

L'économie touristique, née à la « Belle Époque » avec la mode des bains de mer à Soulac-sur-Mer ou Lacanau, est aujourd'hui le deuxième poste de PIB du Médoc derrière la viticulture. Elle a ainsi généré 240 millions d'euros de mai à septembre 2004 sur le littoral médocain. 
Elle est toutefois marquée par une saisonnalité importante et un déséquilibre fort entre le littoral atlantique et la zone viticole et estuarienne du Médoc. En effet, la zone du littoral atlantique regroupe environ 74 000 lits touristiques marchands déclarés, auxquels s'ajoutent 114 000 lits en résidence secondaire, alors que l'intérieur des terres ne propose qu'un peu plus de 2 000 lits marchands déclarés pour environ 7 000 lits en résidence secondaire… Cette économie est donc pourvoyeuse d'emplois, puisque plus de 4 300 saisonniers ont travaillé sur le littoral durant la saison 2006.
Classé village ancien, Soulac-sur-Mer est doté de 500 villas de style néo-colonial, un style venu d'Angleterre au XIXe siècle. Favorisé par l'héliotropisme, le tourisme balnéaire reste un des atouts majeurs du territoire. Il a amené le développement d'une offre complète autour des activités de pleine nature. Au premier rang, c'est le vélo qui a modifié des pratiques de déplacements des touristes en vacances sur le littoral, grâce aux nombreuses pistes cyclables qui sillonnent le Médoc, entre océan et lacs, et en forêt. Autre activité de loisir très présente sur le littoral : le surf. Grâce à la notoriété d'une station comme Lacanau, mais aussi à de nombreux spots tout le long du littoral, ou encore d'événements majeurs (Lacanau Pro par exemple), le surf s'est très vite et tout naturellement imposé. Une autre filière de ce territoire est le naturisme, regroupé en particulier sur trois grands centres de vacances (au Porge, à Montalivet et à Grayan-et-l'Hôpital) qui disposent à eux seuls d'environ 15 000 lits marchands, faisant du Médoc une des grandes destinations naturistes en France. 

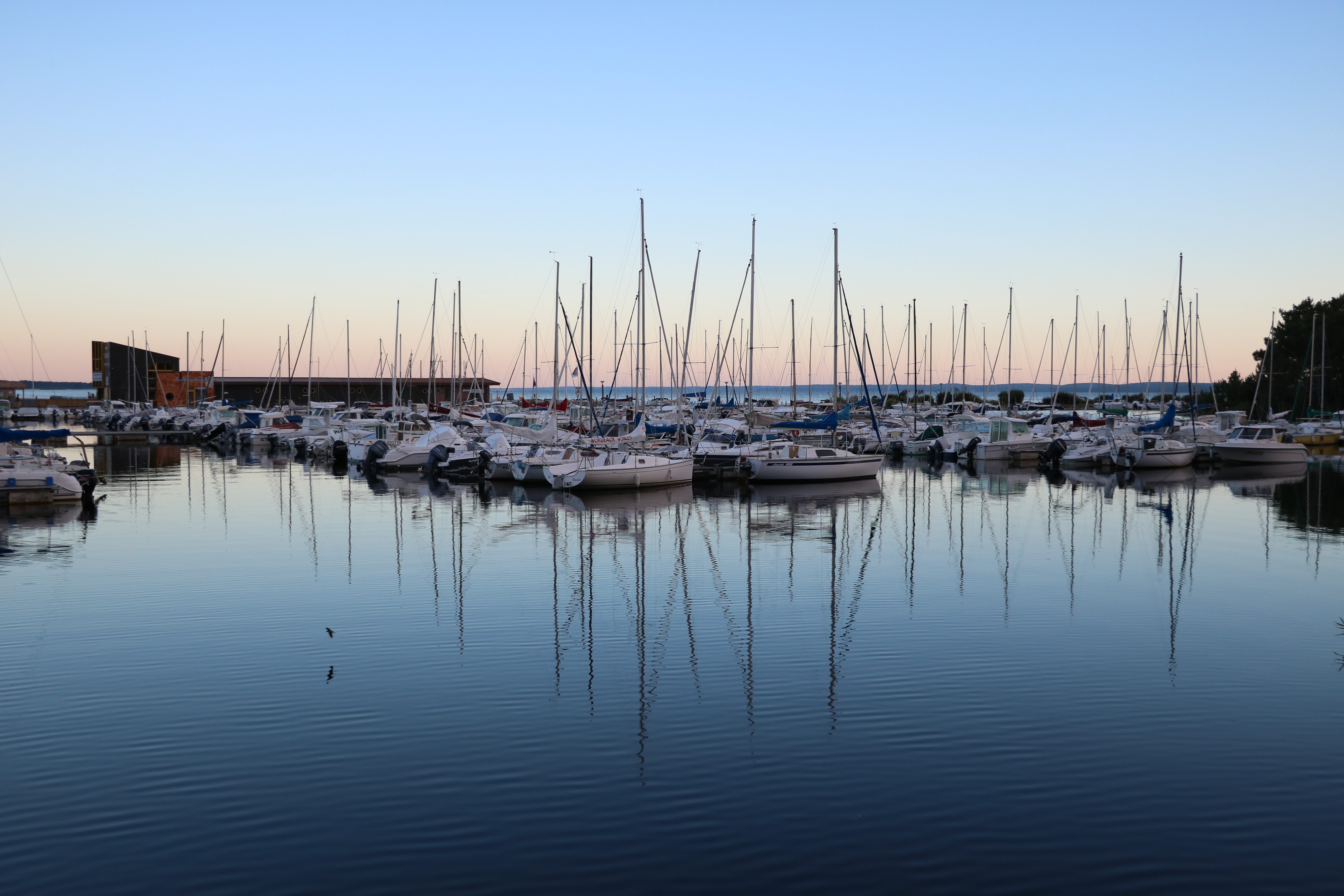
Port de plaisance à Hourtin.

Derrière le cordon dunaire, et grâce à des plans d'eau particulièrement adaptés à cette pratique (lac de Carcans-Hourtin, lac de Lacanau, estuaire de la Gironde), ce sont toutes les activités nautiques (voile, ski nautique, etc.) qui ont trouvé un climat favorable pour leur développement, grâce notamment à un régime des vents propice (de nombreuses régates nationales et internationales se déroulent d'ailleurs sur ces plans d'eau), et des installations portuaires de qualité (Port-Médoc, Port de Pauillac, Hourtin-Port...). 
Plus à l'intérieur des terres, c'est l'œnotourisme qui a connu une émergence tout aussi récente que rapide. Le Conseil des vins du Médoc édite chaque année un guide gratuit, Destination Vignobles en Médoc, qui présente le terroir et le territoire, et toute l'offre œnotouristique du Médoc. Les châteaux du Médoc sont présentés, et leurs offres de découverte sont spécifiées. Ce guide est distribué par les offices de tourisme et les maisons du vin. La départementale 2, surnommée « Route des Châteaux », parcourt le vignoble du sud au nord en passant par les vignobles les plus prestigieux. Depuis Blanquefort, elle traverse la plupart des appellations médocaines. 
Le golf est aussi très présent en Médoc, avec plusieurs parcours, à la fois sur le littoral atlantique (à Lacanau notamment) mais aussi dans le vignoble (à Margaux et au Pian-Médoc). 

### Agriculture
L'industrie du gemmage fut pendant plusieurs décennies un des piliers de l'économie locale. La gemme, prélevée à partir d'une « carre » (entaille) faite à l'aide d'un « hapchot » (petit outil spécifique), était ensuite distillée pour produire de l'essence de térébenthine ou de la colophane. Le déclin de cette activité a conduit les autorités à mettre en place de nouvelles solutions de développement (céréaliculture intensive). Le gemmage reste néanmoins pratiqué, mais en utilisant une technique plus moderne : l'introduction d'une solution d'eau et d'acide sulfurique à l'aide d'une « rainette » limite ainsi la blessure de l'arbre, et assure un meilleur rendement. Depuis 2012 des expérimentations du procédé "Courau" (récolte en vase clos) ont lieu au Porge, où plusieurs parcelles sont actuellement gemmées. Une unité de distillation de la résine est en projet afin de traiter localement la résine produite.

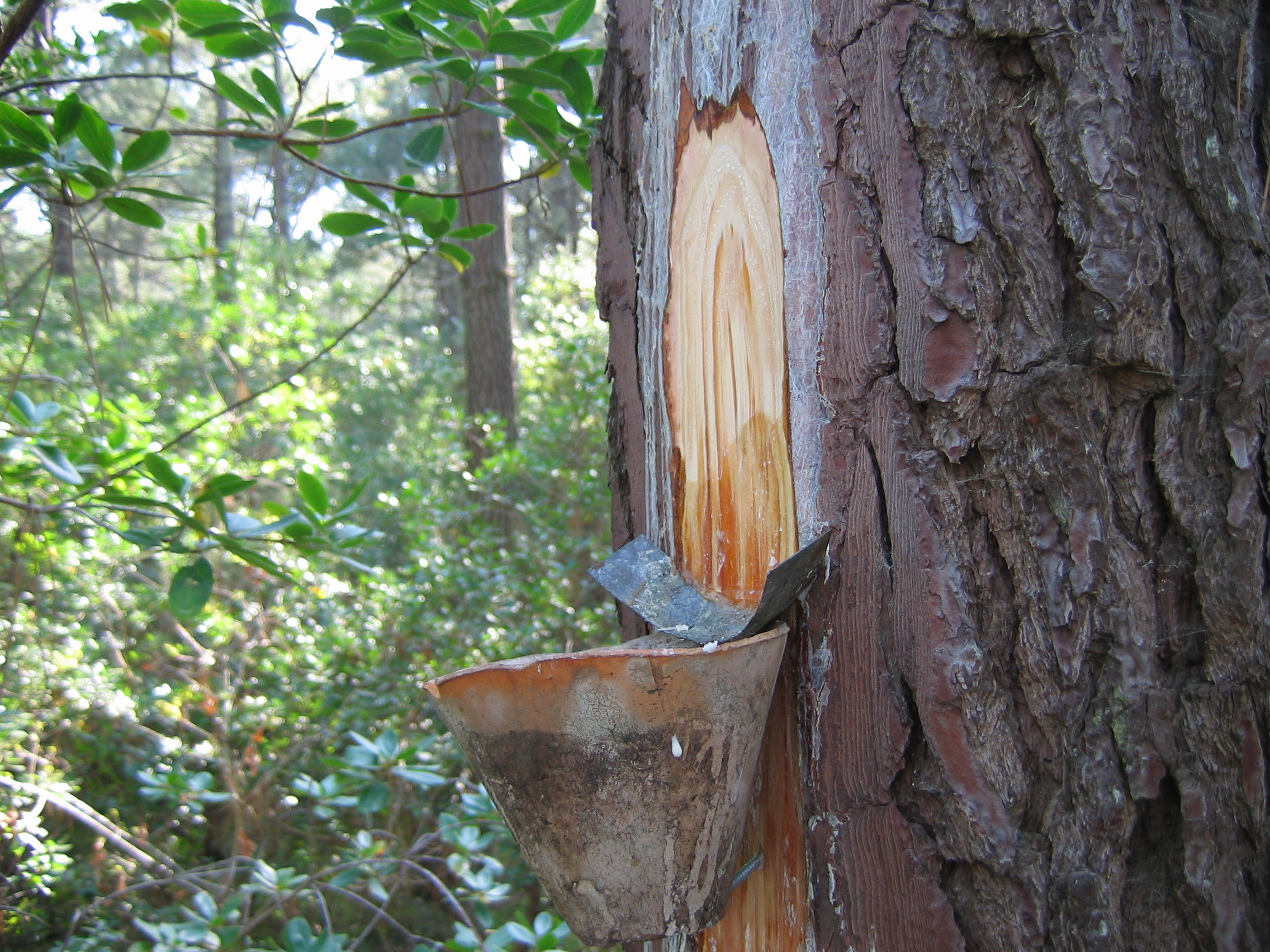
Opération de gemmage (récolte de la résine de pin).

Les premières tentatives de mise en valeur agricole intensive sont menées dans le courant des années 1960. Menées par la CALG (compagnie d'aménagement des landes de Gascogne) puis par la CARA (compagnie d'aménagement rural d'Aquitaine), elles rencontrent d'abord un succès mitigé. De nouvelles expériences menées dans le courant des années 1980, avec mise en place d'infrastructures adaptées (rampes automatiques, tourniquets, engins d'arrosage) sont cependant couronnées de succès. La maïsiculture connaît ainsi en Gironde un rendement particulièrement important.
Économiquement parlant, le Médoc est de plus en plus marqué par l'influence de Bordeaux, métropole dynamique et centre industriel, commercial et culturel qui rayonne sur toute la région. Un nombre croissant d'actifs travaillent dans la CUB, qui demeure le principal pôle d'emploi du département. Peu industrialisé, sinon dans la proche périphérie bordelaise (complexe aérospatial de Saint-Médard-en-Jalles, notamment), le Médoc préserve ses paysages, sa qualité de vie et développe d'incontestables atouts écologiques, matérialisés par deux réserves naturelles (réserve naturelle nationale de l'Étang de Cousseau et réserve naturelle nationale des dunes et marais d'Hourtin) déjà en place, et plusieurs projets d'aménagement (site de l'archipel girondin, notamment).

### Viticulture

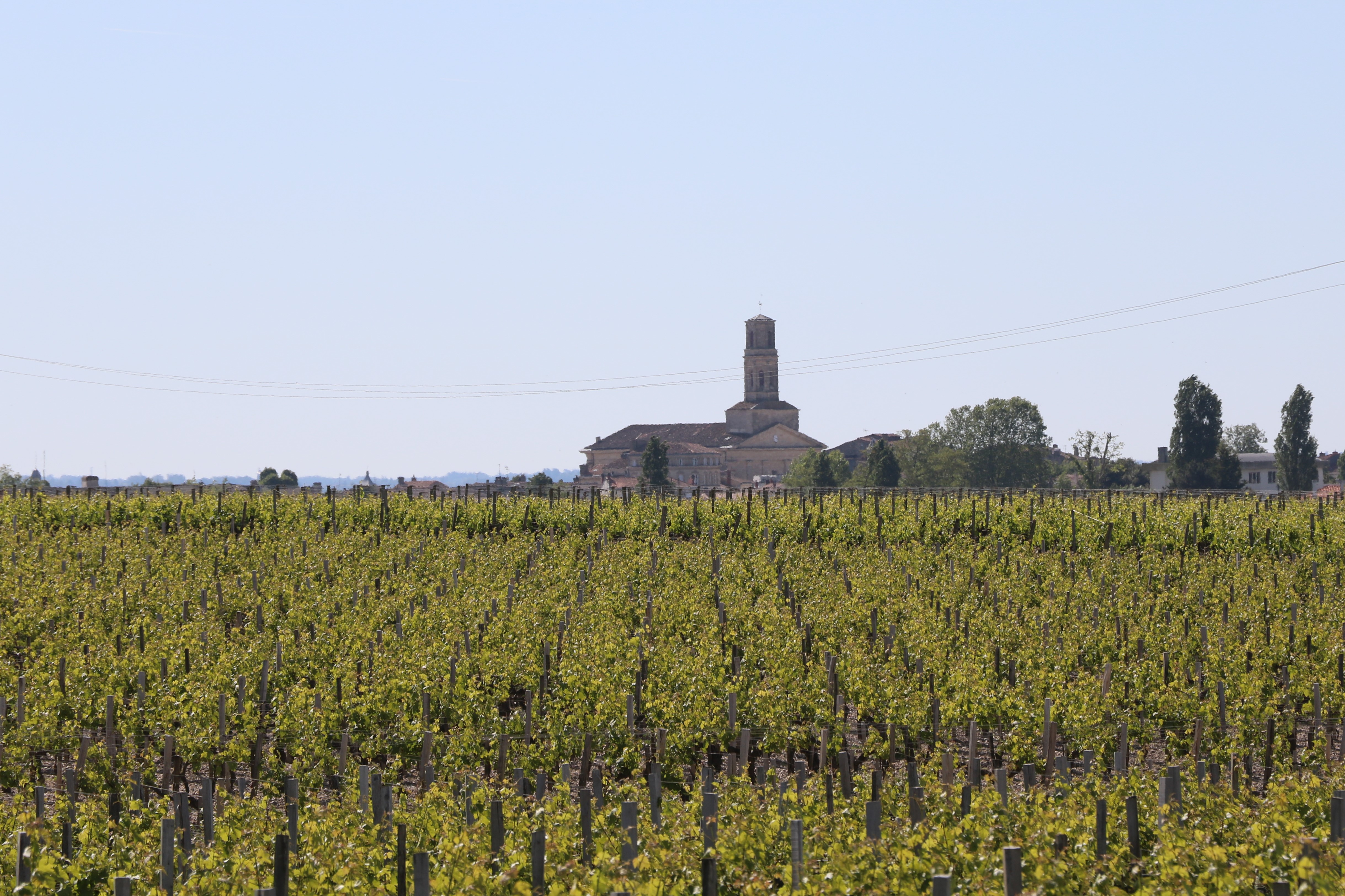
Vignoble à Pauillac.

Le classement de premiers grands crus à Pauillac et à Margaux lors de l'exposition universelle de 1855 a confirmé le Médoc comme terroir de référence pour les vins rouges de haut de gamme.
La force du Médoc est de permettre la production en nombre de vins de très grande classe. Le renom des grands châteaux est international : Château Margaux, Château Lafite Rothschild, Château Latour, Château Mouton-Rothschild...
Le vignoble du Médoc comprend les appellations suivantes : médoc, haut-médoc, saint-estèphe, pauillac, saint-julien, listrac-médoc, moulis-en-médoc et margaux. Le vignoble du Médoc produit essentiellement des vins rouges. 

## Culture

### Langue régionale
La langue vernaculaire de la quasi-totalité du Médoc est le gascon, un des six dialectes principaux de l'occitan. Seule l'enclave du Verdon se différencie du reste de la presqu'île, étant un isolat de langue et de culture saintongeaise (langue d'oïl),.
Quelques mots médocains :
Dans la Ribèira (La rivière) :
- cos (/kɔs/) n.m. 'colline, croupe' ;
- estey (estèir) n.m. 'chenal' ;

Le Médoc (en haut, à gauche) dans l'ensemble linguistique gascon.

- grave (grava) n.f. 'terrain graveleux constitué de graviers fluvatiles, prisé pour la viticulture' ;
- jalle (jala) n.f. 'cours d'eau se jetant dans l'estuaire'.

Dans la Lande :
- alios (aliòs) n.m. 'roche gréseuse du sous-sol landais, composée de sable (96 %) lié par un ciment d'oxydes de fer et de colloïdes humiques' ;
- baïne (baïna) n.f. 'trou d'eau dans les plages' ; elles génèrent un courant vers le large quand elles se vidangent ;
- berle (bèrla) n.f. 'prairie humide', 'ruisseau' ;
- la canau n.f. 'le canal' ;
- galip n.m. 'copeau enlevé par le résinier' ;
- gemme (gema) n.f. 'résine de pin fraîche' ;
- hapchot (hapchòt) n.m. 'petite hache à bec recourbé utilisé par les gemmeurs' ;
- lède (leda) n.f. 'marais' ;
- pargau (pargau) n.f. 'parc à bestiaux' (latin parcalis) ;
- piquey (piquèir) n.m. 'dune' ;
- pitey (pitèir) n.m. 'échelle à gradins taillée dans une jeune tige de pin' ;
- poujau (pojau /puʒàw/) n.m. 'tertre, hauteur (souvent peu marquée)' ;

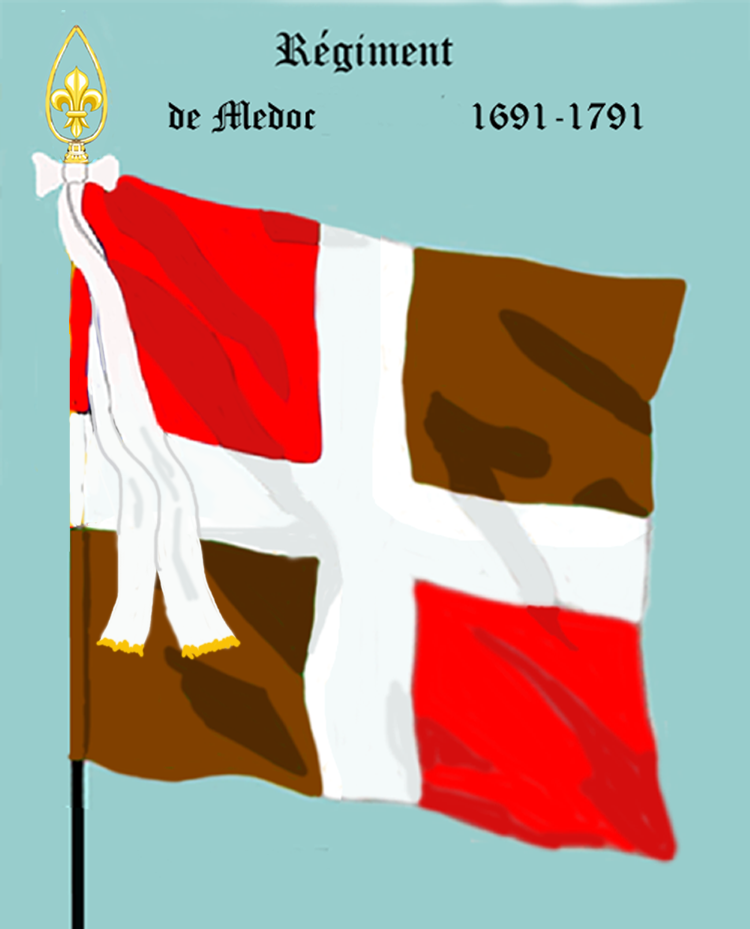
Drapeau du régiment de Médoc : « rouges & feuilles mortes par opposition, & croix blanches ».

- treytin (treitin) n.m. 'terrain défriché'.

### Drapeau du régiment de Médoc
Un drapeau associé au Médoc est le drapeau d'ordonnance[Quoi ?] du régiment de Médoc, régiment d’infanterie du royaume de France créé en 1673 et basé dans la région (au fort Médoc) à partir de 1691[réf. nécessaire].

### Gastronomie

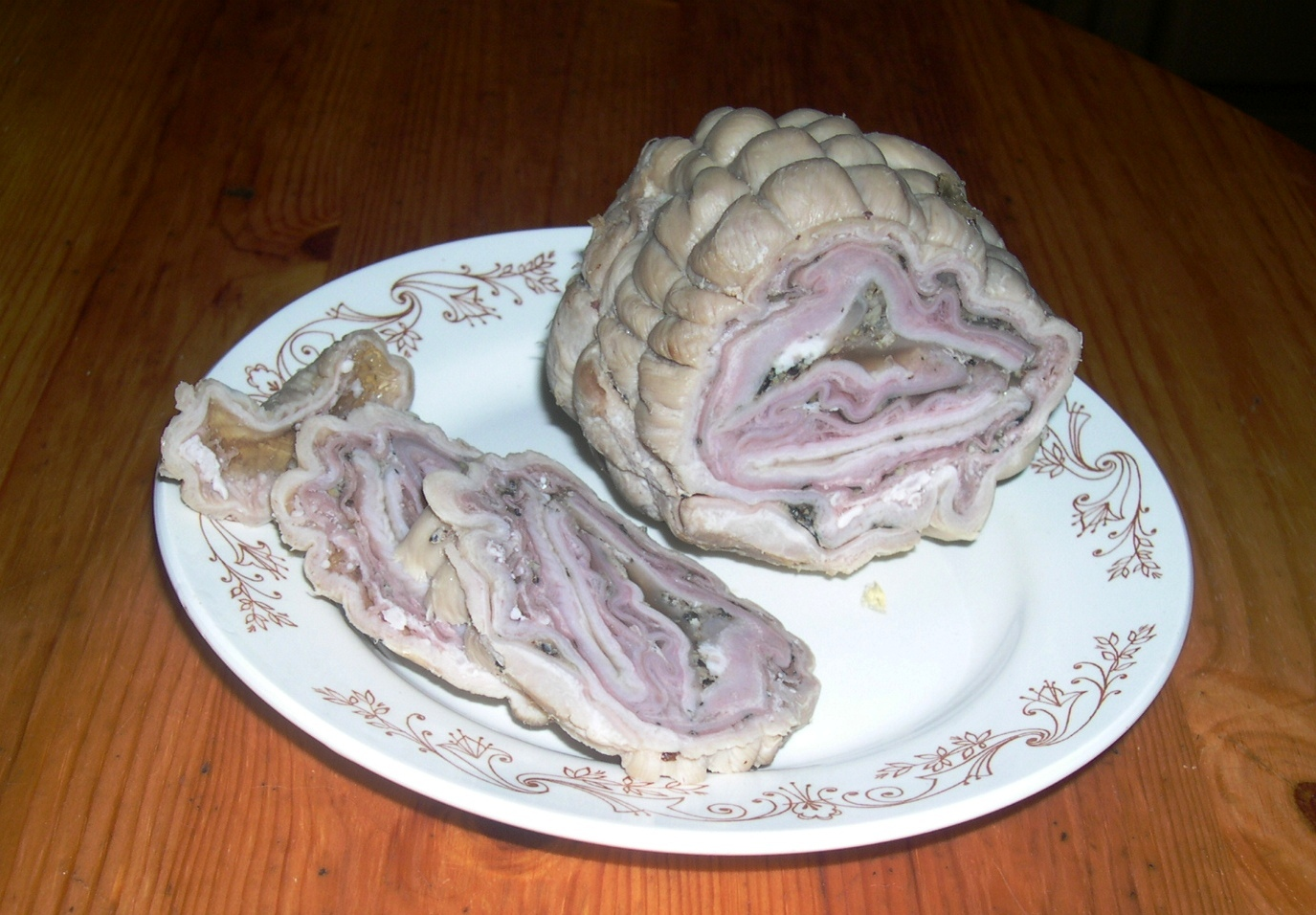
Le grenier médocain, spécialité régionale à base de panse de porc.

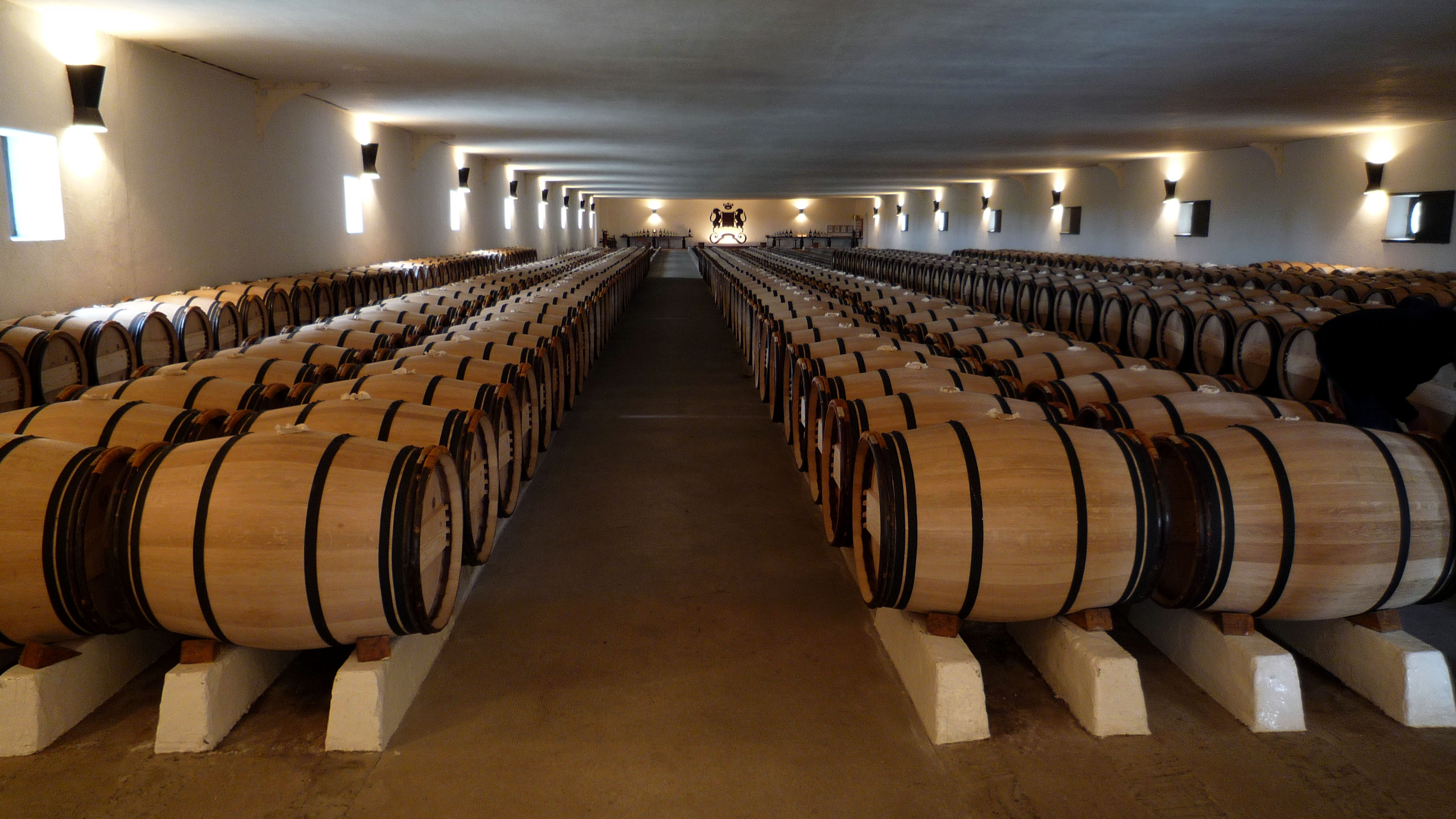
Les caves du Château Mouton Rothschild à Pauillac.

La gastronomie médoquine accorde une place importante aux produits de la mer, du fleuve (Gironde) et de la terre. Les poissons (alose, anguille, sardine, pibale, merlu, baudroie…) sont une composante essentielle de la table locale. L'alose, pêchée à la « bichareyre » (filet maillant), est servie grillée ou accompagnée d'oseille, tandis que la lamproie à la bordelaise est nappée d'une sauce au vin et souvent accompagnée d'une fondue de poireaux. 
Les pibales ou civelles sont des alevins d'anguille, pêchés traditionnellement dans l'estuaire et servis en poêlée avec de l'ail. Si l'ostréiculture n'est plus guère présente que de façon confidentielle dans le nord de la presqu'île (Soulac, Saint-Vivien-de-Médoc), la production de gambas y a été introduite depuis les années 1980. Tout comme les crevettes blanches — ou « bichettes » — on les prépare simplement grillées, ou aromatisées avec du fenouil ou de l'anis.
L'agneau de Pauillac représente un produit phare de la région, et est simplement servi grillé sur des sarments de vigne. Les gibiers sont représentés par les palombes, les bécasses ou les grives. Enfin, le grenier médocain est une charcuterie à base de panse de porc roulée. Le Médoc produit également des friandises : noisettine du Médoc (noisettes caramélisées) et sarments du Médoc (bâtonnets de chocolat). Accompagnant ces produits typiques, les vins du Médoc sont de réputation internationale : Château Latour, Château Lafite, Château Margaux, Château Mouton Rothschild en sont quelques exemples célèbres. Ils sont également la base de quelques produits dérivés, dont la gelée de vin du Médoc, traditionnellement servie en accompagnement de fromages ou servant à déglacer les sauces.

### Patrimoine
Les monuments emblématiques du Médoc sont essentiellement :
- le phare de Cordouan, « roi des phares, phare des rois », en pleine mer, au large de la pointe de Grave et de Royan. Il est le plus ancien phare de France ;
- le phare de Grave et ses musées, à la pointe de Grave ;
- les phares de Richard et de Patiras. Le premier veille sur l'estuaire de la Gironde et les marais de Jau-Dignac-et-Loirac, le second sur l'île de Patiras, une des principales îles de « L'archipel girondin » ;
- la basilique Notre-Dame de Soulac. Importante étape sur la route de Saint-Jacques-de-Compostelle, on y vénérait les reliques de sainte Véronique et la « vraie goutte de lait de la sainte Vierge ». Totalement ensevelie par la dune au XVIIIe siècle, elle est dégagée et restaurée au siècle suivant. Elle est inscrite au patrimoine mondial de l'humanité de l'Unesco ;
- le château de Blanquefort, importante forteresse datant du XIVe siècle ;
- le fort Médoc, à Cussac-Fort-Médoc, l'un des maillons du « verrou de Bordeaux » établi par Vauban. Ce fort est une des pièces maîtresses d'un triptyque défensif (avec le fort Paté et la citadelle de Blaye) conçu pour protéger Bordeaux. Il est inscrit au patrimoine mondial de l'humanité de l'Unesco ;
- la tour de l'honneur - Lesparre-Médoc est un des seuls vestiges du château des sires de Lesparre.

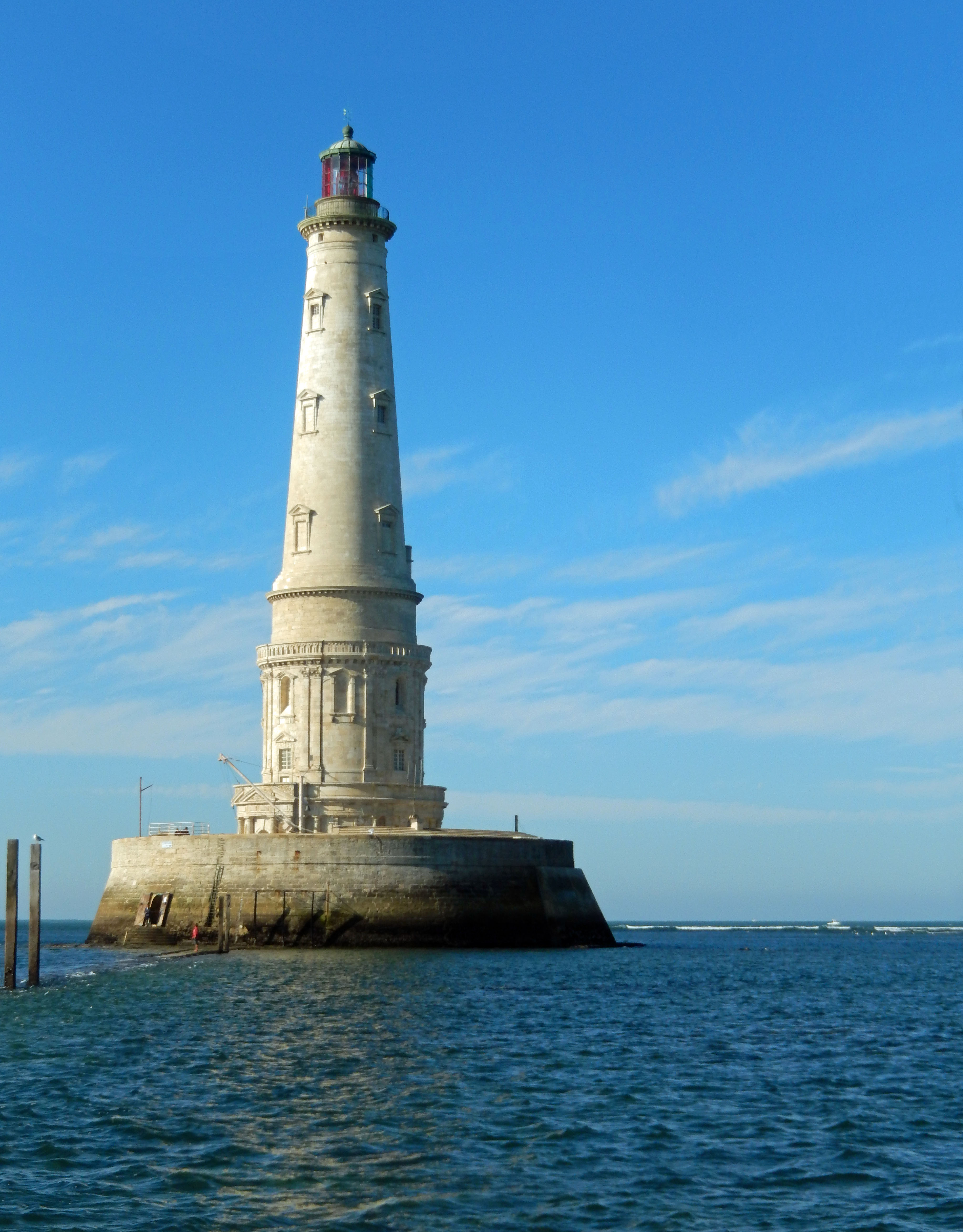
Phare de Cordouan à marée haute.
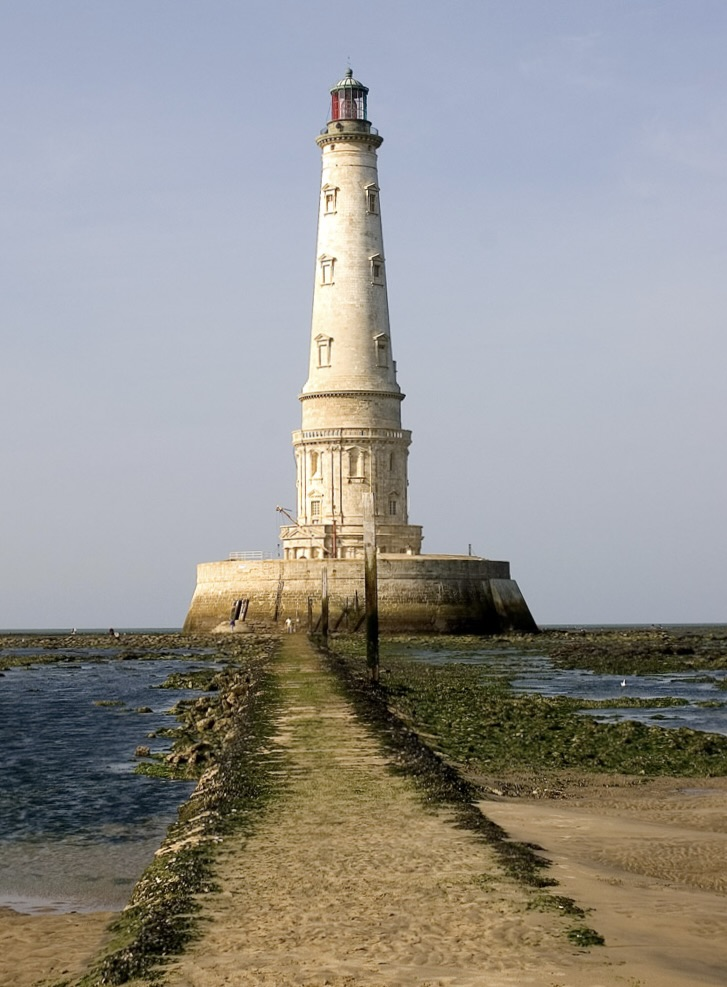
Phare de Cordouan à marée basse.
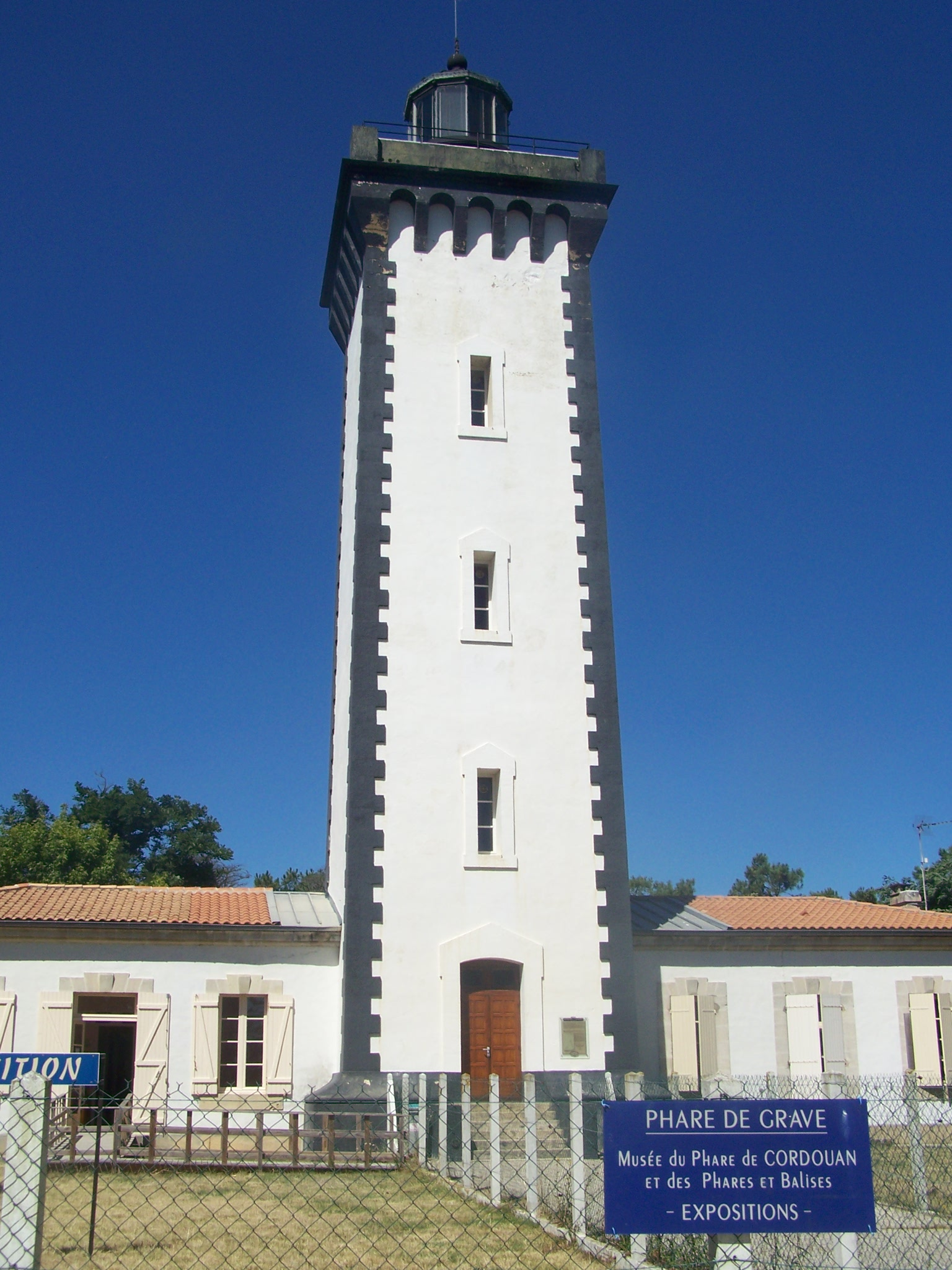
Phare de Grave au Verdon-sur-Mer.
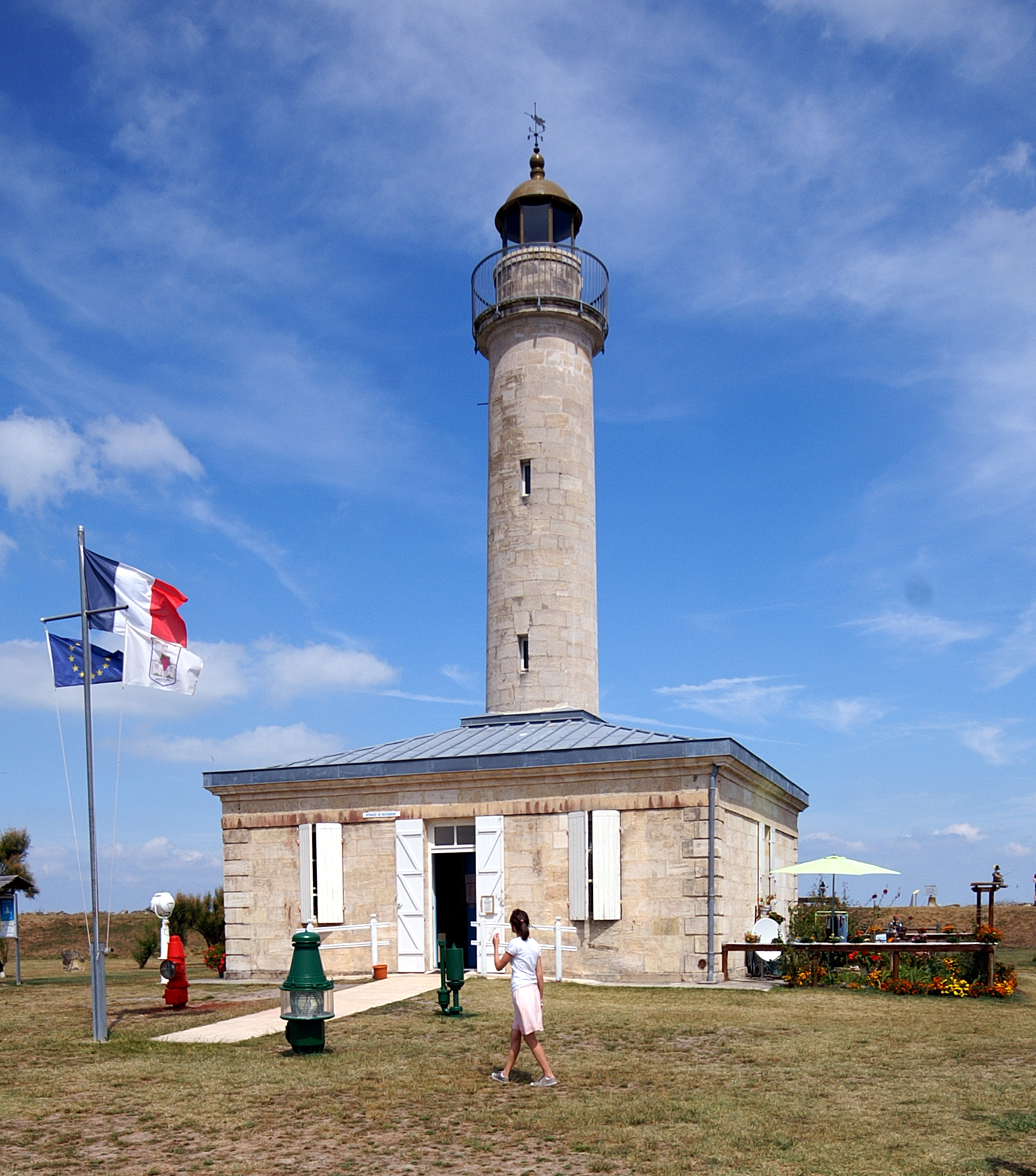
Phare de Richard à Jau-Dignac-et-Loirac.
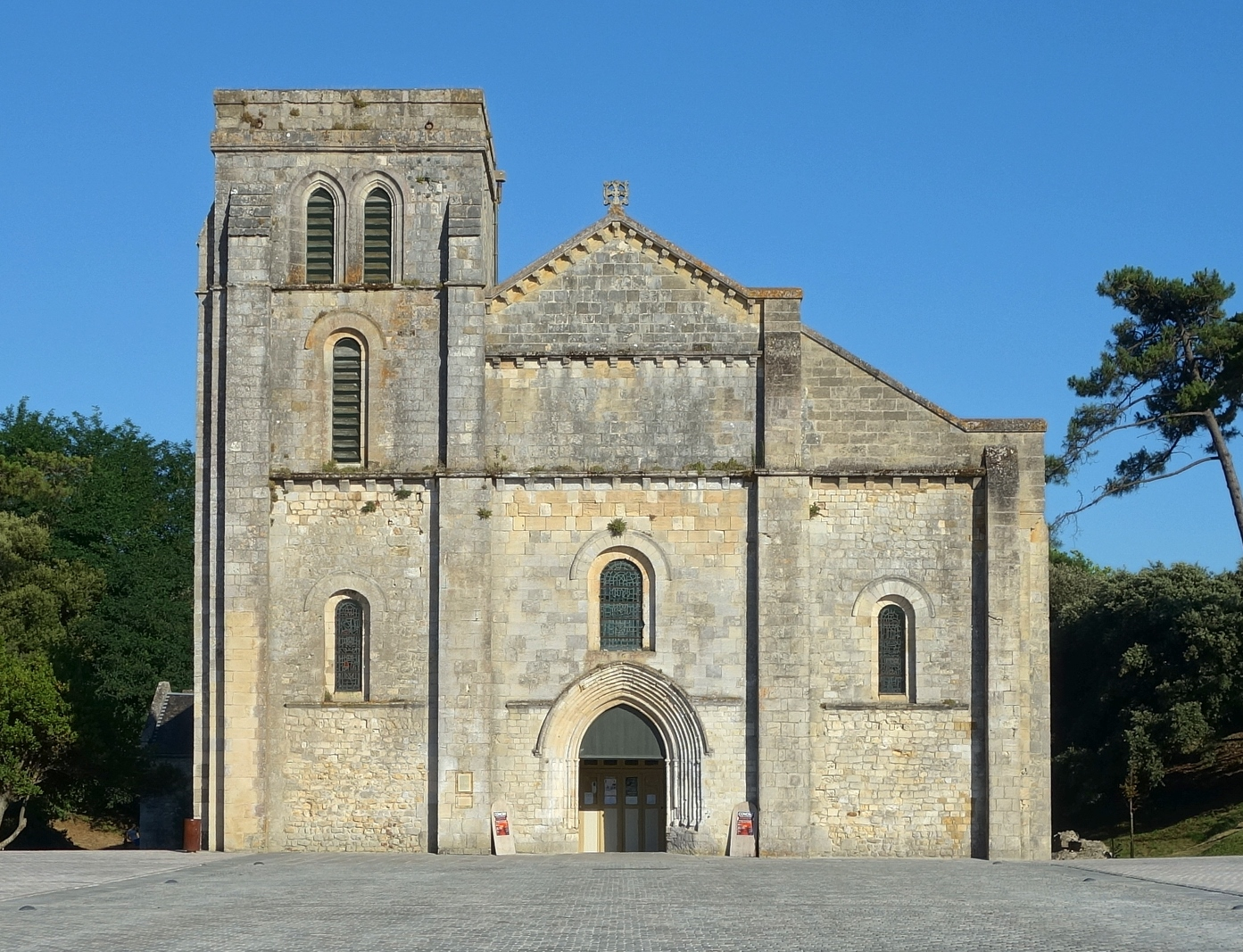
Parvis et façade de la basilique de Soulac.
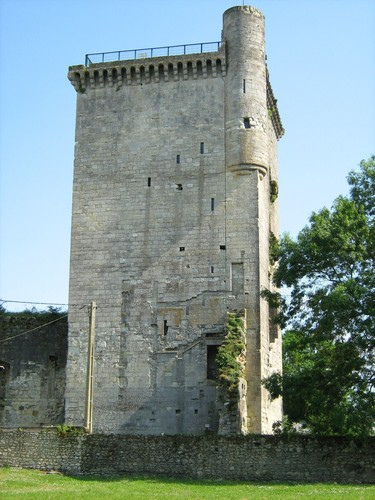
Tour de l'Honneur à Lesparre-Médoc.

### Habitat
L’habitat traditionnel du Médoc était constitué de maisons généralement de plain-pied et de forme allongée. La façade en moellon ou en pierre de taille, orientée vers le Sud-Est, permettait l'accès aux différentes pièces disposées en enfilade et communiquant deux à deux sans couloir. Le toit à deux versant était souvent dissymétrique, avec un versant Nord-Ouest plus allongé. Elles étaient souvent accompagnées d'une grange, parfois toute en bois et également dissymétrique, plus généralement en brique, alors à toit symétrique et avec la partie supérieure de la façade ensoleillée en bois permettant l'aération du grenier (claire-voie).
Les villas, notamment les villas en brique de la cité balnéaire de Soulac-sur-Mer, arborent fréquemment un fronton triangulaire en façade.

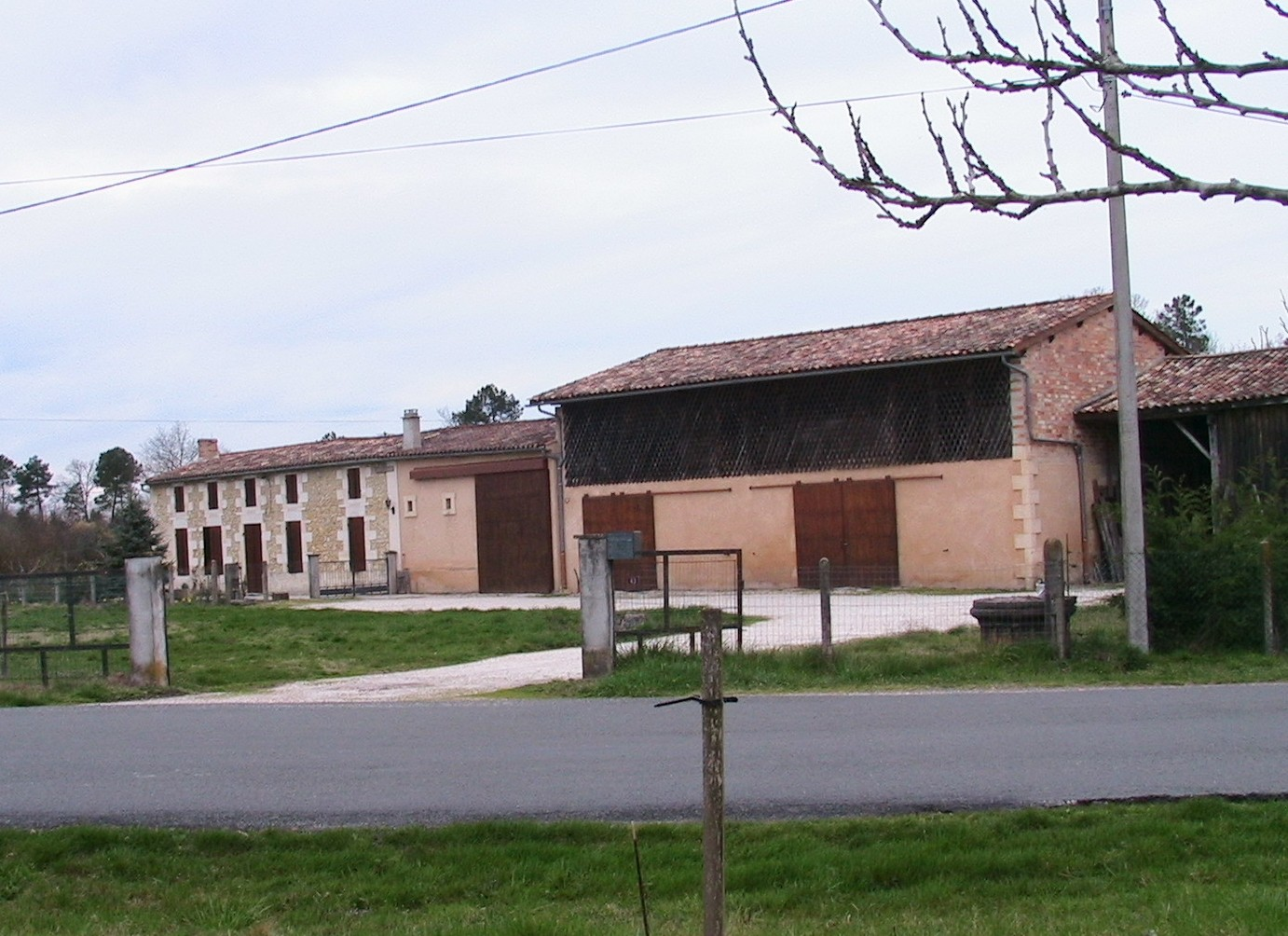
Maison avec grange à Avensan.
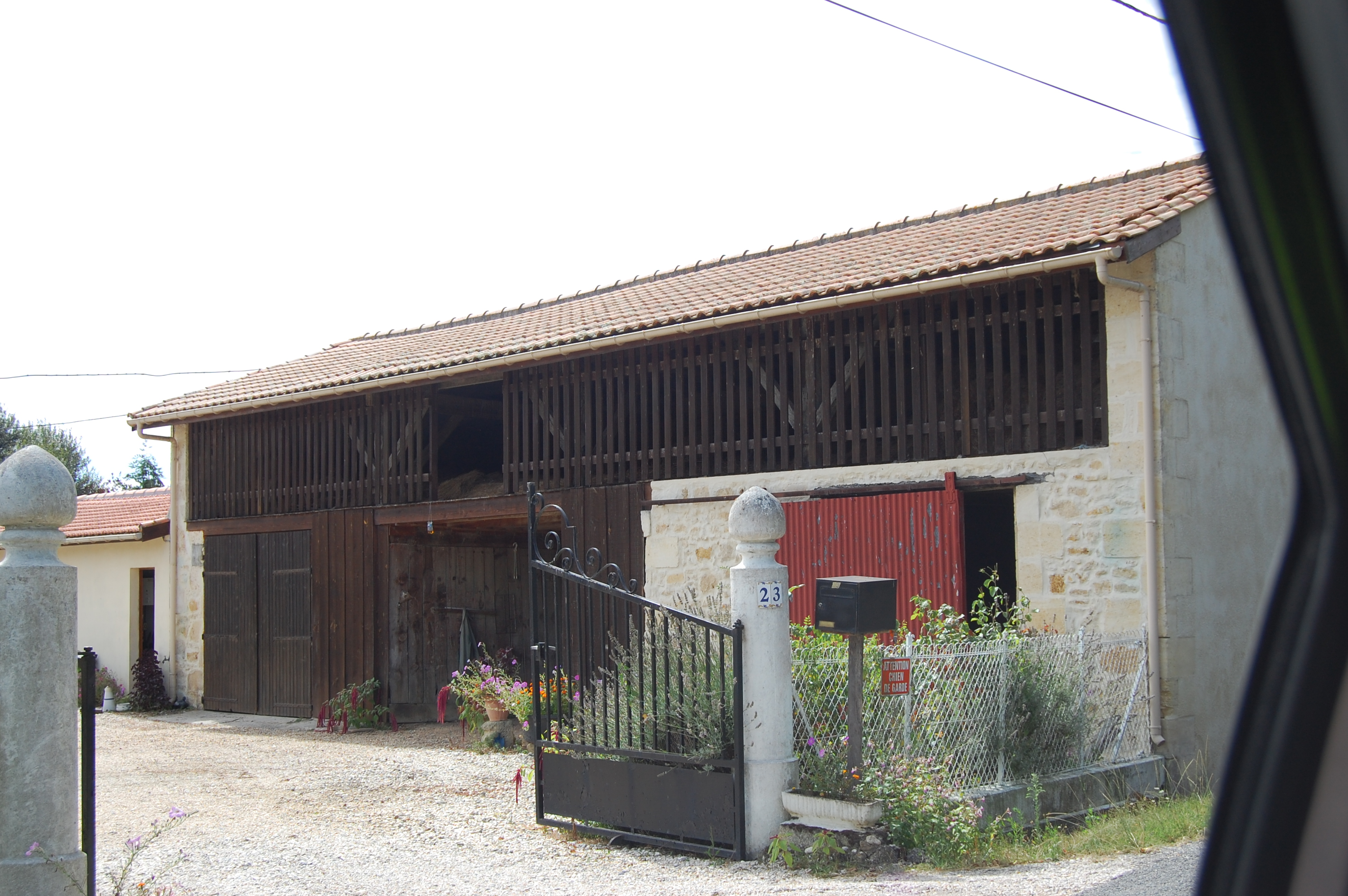
Grange en moellon.
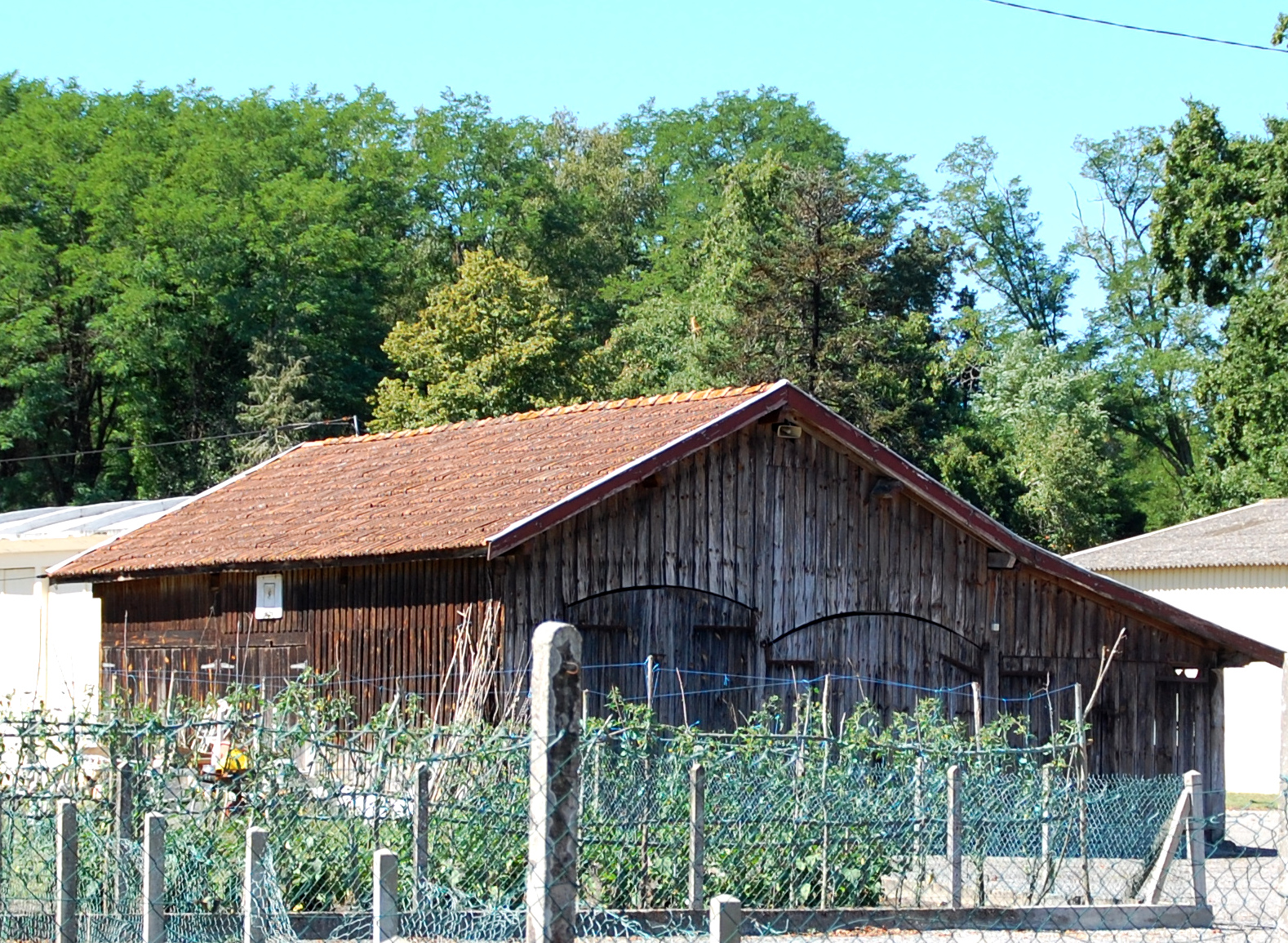
Grange en bois à Saumos.
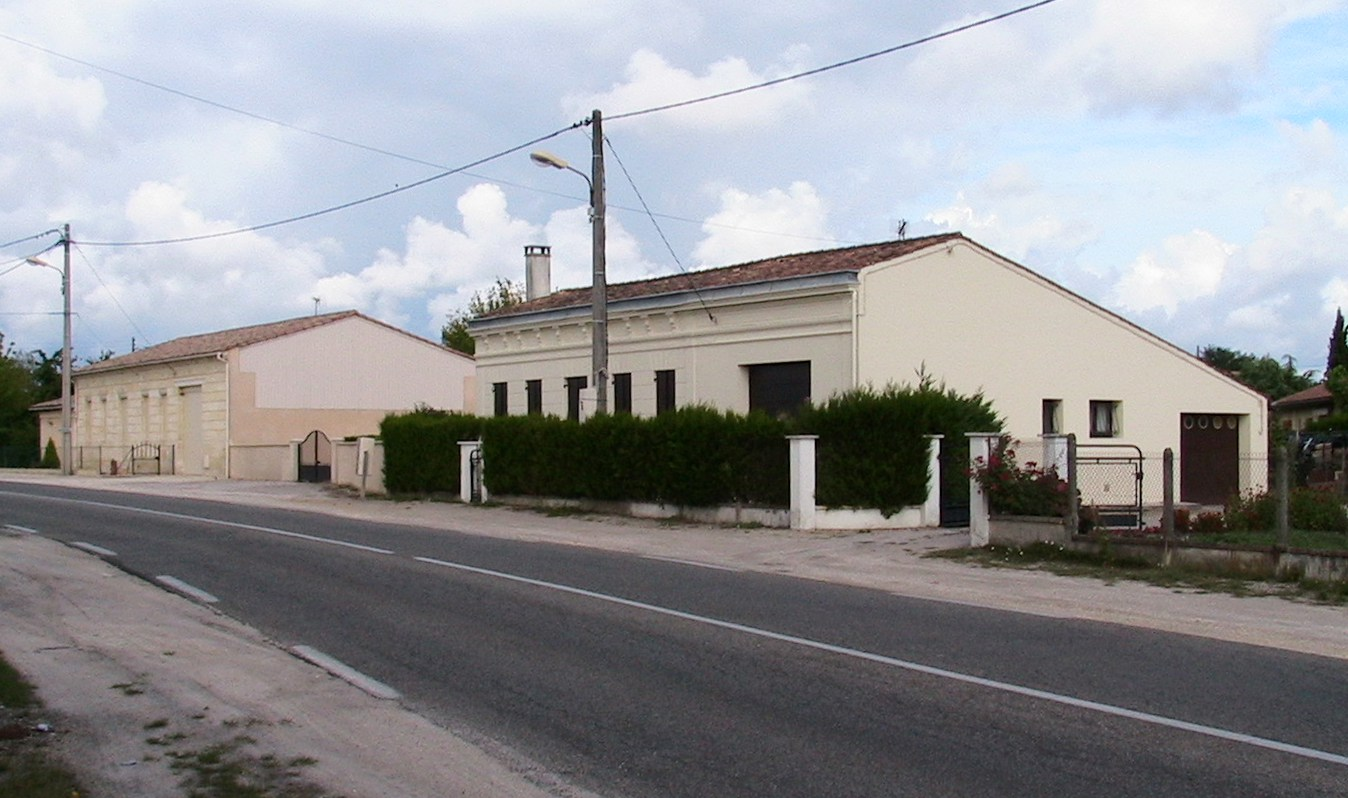
Maisons dissymétriques à Saint-Médard-en-Jalles.
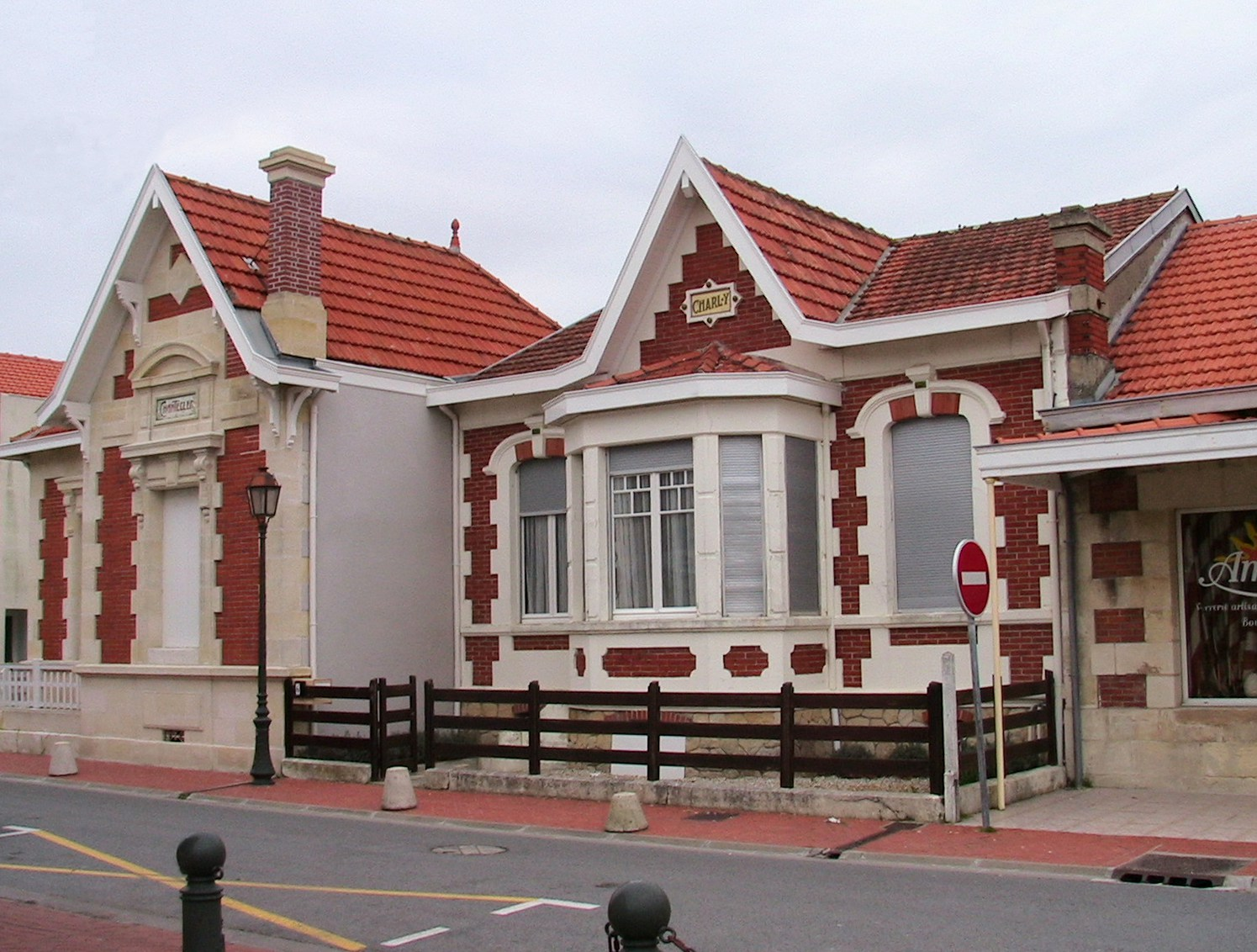
Villas typiques de Soulac.